# 2000年代の日本
2000年代の日本（2000ねんだいのにほん）では、2000年代の日本の出来事・流行・世相などについてまとめる。
日本の元号では、平成12年から平成21年に当たる。

## できごと

### 2000年
- 1月1日 - コンピュータの2000年問題の発生が注目されたが、大きな問題などは起こらずに無事年越しを迎えた。
- 2月11日 - 新潟少女監禁事件を起こした犯人が逮捕。
- 2月13日 - グリコ森永事件の時効が成立する。
- 3月8日 - 営団日比谷線脱線衝突事故が発生。
- 4月1日 - 日本で介護保険制度が始まる。
- 5月3日 - 西鉄バスジャック事件発生。
- 5月14日 - 小渕恵三首相が死去。後任は森喜朗。
- 5月15日 - 森喜朗首相が「神の国発言」をして議論を呼ぶ。
- 6月21日 - 岡山金属バット母親殺害事件発生。
- 6月25日 - 第42回衆議院議員総選挙 - 自由民主党苦戦。
- 7月19日 - 2000円札が発行される。
- 7月21日〜23日 - 九州・沖縄サミットが沖縄県名護市で開催。
- 8月14日 - 大分一家6人殺傷事件発生。
- 9月15日〜10月1日 - シドニーオリンピック開催、高橋尚子が女子マラソンで初の金メダルを獲得した。
- 10月6日 - 鳥取県西部地震が発生。
- 11月20日 - 加藤の乱
- 12月30日 - 世田谷一家殺害事件が発生。
- 雪印集団食中毒事件発生、被害者数13,420人は過去最悪。
- 有珠山、三宅島・雄山が噴火。
- 白川英樹が日本人で19年ぶり2人目となるノーベル化学賞を受賞。

### 2001年
- 1月1日 - 21世紀を迎え、1985年の国際科学技術博覧会（つくば '85）にて投函された300万通以上に及ぶ「ポストカプセル郵便」が配達された。
- 1月6日 - 中央省庁再編。
- 1月26日 - 新大久保駅乗客転落事故が発生。
- 3月31日 - 大阪府にユニバーサル・スタジオ・ジャパンが開園。
- 4月26日 - 森喜朗首相が辞任、小泉内閣発足。この年「小泉ブーム」が巻き起こり、構造改革、米百俵など「小泉語録」が流行語となった。
- 6月8日 - 附属池田小事件 - 小学校に男が乱入、児童8人を殺害。
- 7月21日 - 明石花火大会歩道橋事故が発生。
- 7月29日 - 第19回参議院議員通常選挙 - 自由民主党が大勝。
- 9月1日 - 歌舞伎町ビル火災 - 戦後5番目に多い44人が死亡。これをきっかけに翌年消防法が改正された。
- 9月4日 - 東京ディズニーシーが開園。
- 12月1日 - 皇太子妃雅子が敬宮愛子内親王出産。湘南新宿ラインが営業開始。
- 野依良治が日本人で2年連続となるノーベル化学賞を受賞。
- 雪印牛肉偽装事件が起こる。
- アニメ映画「千と千尋の神隠し」が興行収入・観客動員数ともに日本映画の歴代最多記録を更新。

### 2002年
- 3月 - 北九州監禁殺人事件が発覚する。
- 5月15日 - 沖縄返還30周年。
- 5月31日〜6月30日 - FIFAワールドカップ・日韓大会が開催。2000年代最初のFIFAワールドカップ。
- 6月26日 - 全日本空輸のボーイング767機型機が下地島空港で航空事故を起こし機体が全損した。（→全日空機下地島オーバーラン事故）
- 8月5日 - 住民基本台帳ネットワーク開始。
- 8月7日〜2004年7月頃まで確認 - 野生のアゴヒゲアザラシのタマちゃんが多摩川を始め首都圏周辺の川にやって来る。
- 9月17日 - 初の日朝首脳会談。10月15日に拉致被害者5名が日本へ帰国。
- 10月 - 小柴昌俊が日本人で29年ぶり4人目となるノーベル物理学賞を受賞、田中耕一がノーベル化学賞を受賞。日本人による3年連続は史上初で、同年度の2人以上受賞も日本初であり「ダブル受賞」がこの年の流行語となった。
- 鈴木宗男事件が起こり、汚職騒動で鈴木宗男代議士が逮捕され、騒動に巻き込まれた田中真紀子外務大臣は大臣を辞任。
- 学習指導要領改正、完全週五日制などゆとり教育化が進む。
- 「看護婦」「看護士」は全国一斉に「看護師」に。

### 2003年
- 1月 - 大相撲で朝青龍明徳がモンゴル人力士初（外国人では3人目）の横綱に昇進する。
- 1月27日 - 全日本空輸のボーイング767型機が成田国際空港着陸時に操縦ミスを起こしたためオーバーラン事故を起こし、開港後初めて滑走路が閉鎖された。（→全日空機成田空港オーバーラン事故）
- 4月25日 - 六本木ヒルズオープン。
- 4月28日 - 日経平均株価がバブル崩壊後の最安値7,603.76円を記録。この時点が景気の底とされる。
- 5月18日 - スーパーフリー事件が起こる。
- 11月9日 - 第43回衆議院議員総選挙、自由民主党議席減、民主党躍進。
- 11月29日 - イラク北部で、日本人外交官2人とイラク人計3人が銃撃され死亡する（イラク日本人外交官射殺事件）。
- 大相撲の貴乃花光司・武蔵丸光洋両横綱が引退。
- SMAPのシングル「世界に一つだけの花」が257万枚の大ヒットを記録。

### 2004年
- 1月1日 - 明治生命と安田生命が合併し、明治安田生命が誕生。
- 3月13日 - 九州新幹線新八代駅 - 鹿児島中央駅間開業。
- 4月1日 - 営団地下鉄が民営化され、東京メトロになる。
- 6月13日 - 大阪近鉄バファローズとオリックス・ブルーウェーブの球団合併が発表され、この問題をめぐってプロ野球再編問題が起きる。
- 7月11日 - 第20回参議院議員通常選挙、民主党が自由民主党を上回る50議席を獲得。
- 9月9日 - 豊明母子4人殺害事件が発生。
- 10月1日 - メジャーリーグでシアトルマリナーズのイチローが84年ぶりに年間最多安打262の新記録を樹立。
- 10月23日 - 新潟県中越地震発生、死者68人。
- 11月1日 - 日本で新札が発行される。千円札は野口英世。五千円札は樋口一葉。一万円札は前と同じ福澤諭吉だがデザインが変更された。
- 11月2日 - 50年振りに日本プロ野球新規参入球団東北楽天ゴールデンイーグルス誕生。
- 11月20日 - Jリーグ・浦和レッドダイヤモンズが創立初セカンドステージ優勝。
- 11月30日 - 福岡ダイエーホークスがソフトバンクに譲渡され福岡ソフトバンクホークス誕生。
- 12月 - 北朝鮮拉致被害者で曽我ひとみの夫チャールズ・ジェンキンスが日本へ帰国来日。
- 8月13日〜29日 - アテネオリンピック開催、日本選手団が金メダル16個（1964年東京大会と並び最多）の快挙。メダルの総数も37個で史上最多。
- 9月17日〜28日 - アテネパラリンピック開催、日本選手団が金メダル17個（1988年ソウル大会と並び最多）の快挙。メダルの総数も52個で史上最多。
- 閣僚の年金未納発覚をきっかけに、年金未納問題がクローズアップ。年金制度そのものの問題も表面化する。
- 台風の日本への上陸数10個、接近数19個と共に史上最多。

### 2005年
- 1月1日 - 自動車リサイクル法施行。
- 2月17日 - 中部国際空港が開港。
- 3月20日 - 福岡県西方沖地震が発生し、福岡県・佐賀県で震度6弱を観測、死者1名。
- 4月25日 - JR福知山線脱線事故発生。死者107人、負傷者555人。
- 6月 - プロ野球セ・パ交流戦が初開催。
- 8月8日 - 郵政民営化法案が参議院本会議で否決され、小泉純一郎首相は衆議院を解散した。
- 9月11日 - 第44回衆議院議員総選挙、郵政民営化問題をめぐり議員が大挙離党した自由民主党が造反議員の選挙区に新人を擁立し300議席にせまる圧勝。
- 10月14日 - 郵政民営化関連法案が可決、成立。
- 11月17日 - 構造計算書偽造問題が発覚。
- 12月8日 - 女性アイドルグループ「AKB48」がデビュー。
- 12月25日 - JR羽越本線脱線事故。5人死亡、33人負傷。
- 平成の大合併がピークに。
- 愛・地球博開催。
- 大相撲で横綱の朝青龍明徳が史上初の『年間6場所完全制覇・7場所連続優勝・年間最多勝（84勝）』を達成。
- プロゴルファーで宮里藍が20歳6ヶ月での史上最年少賞金女王に輝く。
- 日本の人口が戦後初めて減少。
- この年から、テレビ・ラジオでのタバコCMが全面的に禁止となる。

### 2006年
- 1月1日 - 東京三菱銀行とUFJ銀行が合併、三菱東京UFJ銀行発足。
- 1月23日- ライブドア社長（当時）の堀江貴文を証券取引法違反の容疑で逮捕。（→ライブドアショック）
- 2月10日〜26日 - トリノオリンピック開催、荒川静香がフィギュアスケートで日本人初の金メダル。
- 3月13日〜20日 - 第1回ワールド・ベースボール・クラシック開催し、日本が優勝。
- 4月1日 - 堺市が全国15番目の政令指定都市に移行。地上デジタルテレビの「ワンセグ」が開始。
- 5月1日 - 会社法が施行。
- 5月14日- 東京都千代田区神田須田町（万世橋）の交通博物館が閉館。
- 6月23日 - 村上ファンド代表の村上世彰をインサイダー取引容疑で逮捕。（→村上ファンド事件）
- 8月21日 - 全国高校野球選手権大会の決勝戦が37年ぶりの引き分け・再試合となる。翌日の再試合では早稲田実業が駒大苫小牧を下し出場28回目にして初優勝を飾った。
- 9月6日 - 文仁親王妃紀子が皇室に41年ぶりの男子、悠仁親王を出産。
- 9月26日 - 小泉純一郎が自民党総裁の任期を全うして総理を退任、後任に安倍晋三。
- 10月24日 - 日本で携帯電話の番号ポータビリティが開始。
- 11月7日 - 北海道佐呂間町で竜巻発生、死者9名。
- 12月20日 - 作家で元都知事の青島幸男が死去。

### 2007年
- 1月10日 - 不二家で期限切れの原材料を使用したことが発覚。以降、食品メーカー等の偽装が相次いで発覚する。
- 1月21日 - 宮崎県知事の出直し選挙で、元タレントの東国原英夫（そのまんま東）が当選。
- 3月30日 - 東京ミッドタウンが開業。
- 4月1日 - これ以降発売の第三世代携帯電話へのGPS搭載義務化。
- 4月17日 - 長崎市長の伊藤一長が市長選挙期間に殺害される。（→ 長崎市長射殺事件）
- 5月20日 - 石川遼がゴルフの大会マンシングウェアオープン KSBカップで優勝し、大人を含めたゴルフのメジャー大会では15歳8ヶ月の世界最年少優勝を果たす。
- 5月28日 - 松岡利勝農相が自殺。閣僚の自殺は戦後初。
- 5月30日 - 大相撲で白鵬翔が史上4人目の外国人横綱となる。
- 6月2日 - 道路交通法改正により中型自動車新設。
- 6月26日 - 大相撲の時津風部屋に所属していた力士が、練習中親方や兄弟子に暴行を受け死亡。（→時津風部屋力士暴行死事件）
- 7月12日 - 第21回参議院議員通常選挙。野党躍進。
- 8月1日 - 大相撲の横綱朝青龍明徳が巡業欠席の申し出の後、巡業前の休暇中に母国のモンゴルでサッカーを観戦していたことを理由とした謹慎処分が下される。横綱の謹慎処分は17世紀に大相撲が始まって以来史上初。
- 9月12日 - 安倍晋三首相が辞任、福田康夫内閣発足。
- 10月1日 - 日本郵政公社が解散。日本郵政株式会社を持株会社として、郵便事業株式会社/郵便局株式会社/郵便貯金銀行/郵便保険会社/独立行政法人郵便貯金・簡易生命保険管理機構が発足。
- 10月14日 - 埼玉県さいたま市に鉄道博物館が開館。
- 10月15日 - プロボクシングの世界フライ級王座戦で挑戦者亀田大毅が王者の内藤大助に対し反則行為をしたきっかけで1年間謹慎処分が下される。
- 11月21日 - 京都大学の山中伸弥教授が、人工多能性幹細胞（iPS細胞）の作成に成功したと発表。
- 中部地方で能登半島地震・新潟県中越沖地震が発生。
- 団塊世代の大量定年退職がはじまる（2007年問題）。

### 2008年
- 1月30日 - 中国製冷凍餃子中毒事件が発生。
- 3月20日 - 赤坂サカスが開業。
- 6月8日 - 秋葉原通り魔事件が発生。
- 6月14日 - 東京メトロ副都心線が開業。日本で岩手・宮城内陸地震が起こる。
- 7月5日 - 東海北陸自動車道が着工より36年を経て全線開通。
- 7月11日 - 日本でもiPhone 3Gがソフトバンクモバイルから発売される。
- 8月〜9月 - 大相撲力士大麻問題が起こる。
- 9月24日 - 福田康夫首相が辞任、麻生太郎内閣発足。
- 10月 - 日本人としては史上最多の4人（アメリカ国籍1人含む）がノーベル賞を受賞。南部陽一郎・益川敏英・小林誠が日本出身者で初となる3人同時によるノーベル物理学賞を受賞し、下村脩がノーベル化学賞を受賞。
- 10月10日 - ロス疑惑における共謀罪容疑で逮捕された三浦和義が、ロスアンゼルス市警察の留置所内で自殺を図りその後死亡。
- 10月28日 - 株価大暴落によって日経平均株価が26年ぶりに7000円を割り、6994円となる。
- 11月4日 - 音楽プロデューサーの小室哲哉が詐欺容疑で逮捕。
- 11月18日 - 元厚生事務次官宅連続襲撃事件が起こる。
- 11月30日 - 新幹線0系電車が東海道新幹線開通以来44年にわたる運用を終える。
- メジャーリーグ「カンザスシティ・ロイヤルズ」の野茂英雄が現役引退。

### 2009年
- 2月23日 - アカデミー賞で「おくりびと」が日本映画では54年ぶりとなるアカデミー外国語映画賞を受賞。
- 3月10日 - 日経平均株価がバブル経済崩壊後最安値を更新。
- 3月24日 - 第2回ワールド・ベースボール・クラシックが開催され、日本が2大会連続優勝。
- 3月29日 - 俳優の森田健作が千葉県知事となる。
- 5月2日 - 歌手の忌野清志郎が死去。
- 5月21日 - 裁判員制度スタート。
- 6月4日 - 足利事件で無期懲役となり、DNA再鑑定により遺留物のDNA型が一致しないことが判明した受刑者が約17年6ヶ月ぶりに釈放される。
- 7月1日 - 森光子が存命する女優として初の国民栄誉賞を受賞。
- 7月22日 - 日本の奄美群島などで皆既日食が観測される。（→2009年7月22日の日食）
- 8月8日 - タレントの酒井法子が覚せい剤使用容疑で逮捕。
- 8月30日 - 第45回衆議院議員総選挙で民主党が308議席を獲得し大勝する。
- 9月11日 - クレヨンしんちゃんの作者・漫画家の臼井儀人が事故により死去。
- 9月16日 - 麻生内閣が総辞職し、民主・社民・国民の3党による鳩山由紀夫内閣が成立。15年ぶりの非自民政権が誕生する。
- 10月4日 - 中川昭一元財務・金融担当相が東京都世田谷区の自宅で遺体で見つかる。
- 10月29日 - 落語家で笑点の名司会者でもあった5代目三遊亭圓楽が肺がんにより死去。
- 11月10日 - リンゼイ・アン・ホーカー殺害事件の容疑者が逃亡生活2年8ヶ月の末で逮捕される。俳優の森繁久彌が老衰で死去、享年96。
- 12月6日 - プロゴルファー石川遼がゴルフツアー史上最年少（18歳2ヶ月）の賞金王に輝く。
- メジャーリーグ・マリナーズ所属のイチロー選手が日本人最多となる通算3086安打（当時）を記録し、さらにメジャーリーグ日本人初の2000本安打、メジャーリーグ新記録となる9年連続200本安打を達成する。

## 政治と外交

### 政治
森内閣
- 小渕第2次改造内閣
- 第1次森内閣
- 第2次森内閣 （改造内閣（再編前） - 改造内閣（再編後））

小泉内閣
- 第1次小泉内閣 （第1次改造内閣 - 第2次改造内閣）
- 第2次小泉内閣 （改造内閣）
- 第3次小泉内閣 （改造内閣）

ポスト小泉内閣
- 第1次安倍内閣 （改造内閣）
- 福田康夫内閣 （改造内閣）
- 麻生内閣

鳩山由紀夫内閣
- 鳩山由紀夫内閣

2000年代の内閣総理大臣

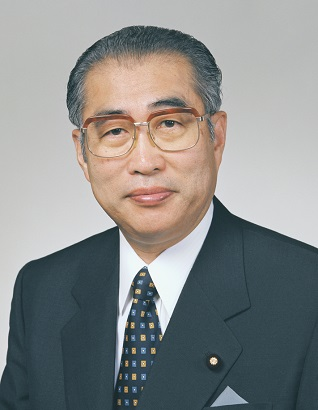
小渕恵三 （-2000年）
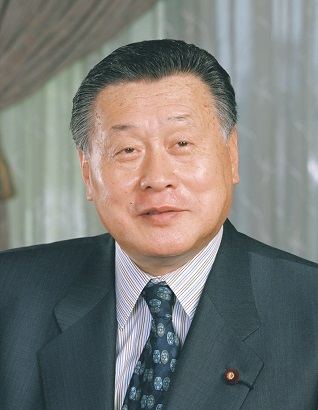
森喜朗 （2000年-2001年）
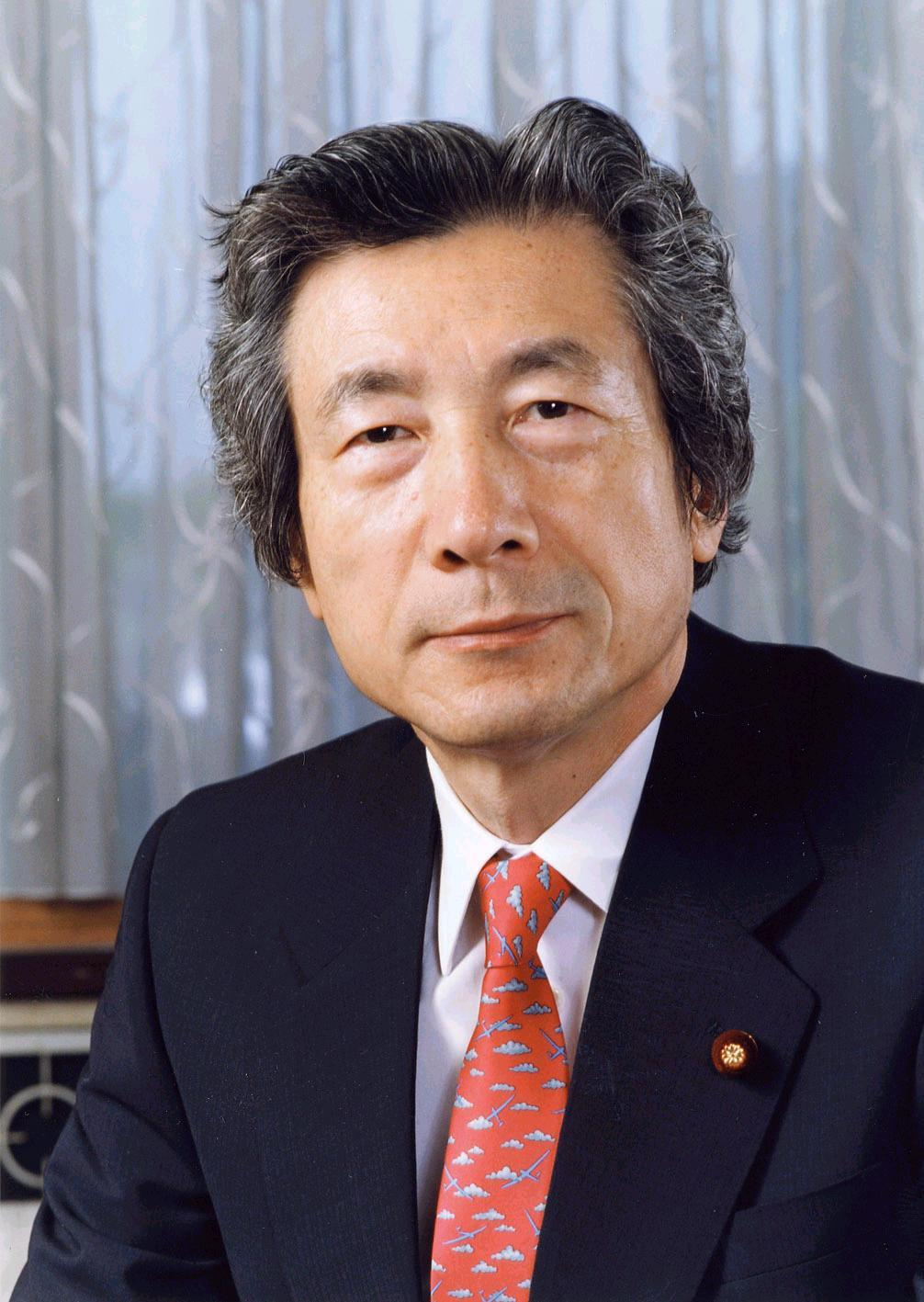
小泉純一郎 （2001年-2006年）
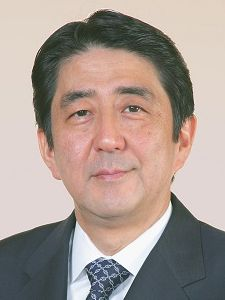
安倍晋三 （2006年-2007年）
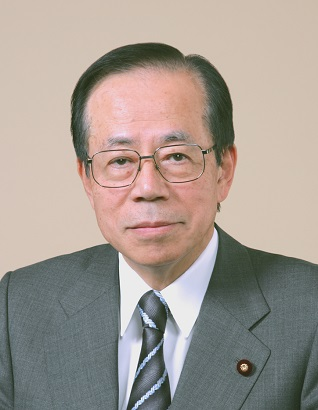
福田康夫 （2007年-2008年）
麻生太郎 （2008年-2009年）
鳩山由紀夫 （2009年-）

## 社会
- 1990年代後期に急増した年間自殺者数（警察庁発表データによる）は引き続き3万人以上で推移（2009年で12年連続）しており、自殺問題解決の手立てがないままである。2009年の自殺率（人口10万人あたりの自殺者数）は25.8人で総自殺者数は32845人。主要国G8諸国、OECD加盟国、双方とも日本が自殺率1位、国別では4位（WHO推計）となっている。
- 学校や職場において紙サイズのAシリーズへの統一が進む。
- 性同一性障害者の性別の取扱いの特例に関する法律が施行されたことにより、同法が定める要件を満たす性同一性障害者における戸籍上の性別の変更が可能になった。
- 医療崩壊が顕在化。
- 足利事件で無期懲役の判決により服役していた受刑者が、2009年に行われたDNA再鑑定により遺留物のDNA型が一致しないことが判明し約17年6ヶ月ぶりに釈放された問題は、重大な冤罪事件として世間の注目を集め、さらに1990年代前半に警察の捜査で行われていた初期のDNA鑑定の杜撰さを浮き彫りにした。
- 「若者の車離れ」を背景に暴走族が全国的に下火になり、暴走族の高年齢化が起こる。
- 痴漢など女性の性被害対策のため、鉄道各社において女性専用車両の導入が進んだ。
- 情報技術の普及によるサイバー犯罪の増加。個人情報のインターネットへの流出が問題になる。
- 高齢者をターゲットにした振り込め詐欺が多発する

### 経済
- 外需主導のいざなみ景気でもデフレは解決せず、アメリカ同時多発テロ事件やリーマンショック後の世界同時不況の発生により再び深刻な不況に陥った。
- 東京一極集中と郊外化による地方都市の衰退が加速。地方の中小都市の商店街は軒並みシャッター通りと化した。
- 地方の公共事業が圧縮されて建設業・不動産業が深刻な不況に陥り、民間投資や公共事業の多い東京大都市圏への一極集中が起こる。
- おサイフケータイなどFeliCaを採用した電子マネーが普及。
- DVDレコーダー・デジタルカメラ・液晶テレビが「デジタル三種の神器」として注目を集めた。
- 禁煙・分煙の風潮が高まり、飲酒運転への取締りが強化された。消費者の酒離れ、たばこ離れが進む。

### 産業
- 新興国の経済発展に伴い、重厚長大型産業が復権。
- 出版不況が深刻化し、CD・漫画雑誌の売り上げが低迷。
- 自動車販売市場では、ミニバンとクロスオーバーSUV、コンパクトカーが主力となる。その一方で、各メーカーでは一部のセダン、クーペのモデル廃止や削減や淘汰が相次ぎ、これが前述の「若者の車離れ」の一因ともなる。

### 労働
- 格差社会が問題化。ヒルズ族をはじめとする新たな富裕層が台頭する一方、ワーキングプア、ネットカフェ難民など日本国内においても深刻な貧困問題が存在することが知られるようになった。
- 失業や非正規雇用の増加による若年層の貧困化が深刻に。過度の人員削減などにより過労死や過労自殺に追い込まれる正社員が増加した。ひきこもりやニートも社会問題になっている。
- 介護・福祉・IT業界が成長。しかしこれらの業界はいずれも低賃金・重労働で離職率が高く、若者の介護離れ・IT業界離れから人材集めに苦戦している。
- 派遣労働者などの不安定な非正規雇用に追い込まれた人々が増加。正社員の給与も減少傾向をたどり、ワーキングプアが社会問題化。

### 教育
- 都立高校で学区内制度を廃止。全国の公立校で中高一貫校が開校する。
- 公立学校において完全五日制が実施された。二学期制を導入する公立校が増加する。
- 大学全入時代に突入。その一方で、少子化の影響で定員割れの大学が増加する。また、学力低下が指摘され、ゆとり教育への批判が高まる。全国学力テストの復活。
- モンスターペアレントの社会問題化。
- 少子化や国際化の進行や価値観の変化により、科学と学習、文具券などの子供向けの教育産業が衰退する。
- 個人情報保護法の施行に伴い、個人情報保護の機運が高まる。小学校において、名札の廃止が進んだ。

## 災害
- 2004年10月23日に新潟県中越地震（M6.8/最大震度7）が発生し、68人が死亡した。また営業中の新幹線としては初めての脱線事故（上越新幹線脱線事故）が発生した。
- 2004年10月に発生した台風23号では、河川の氾濫や土砂災害などによる死者・行方不明者は合わせて98人となり、昭和57年台風第10号以来の人的被害となった[1]。
- 2005年12月から2006年2月にかけての豪雪（平成18年豪雪）では、日本海側で大きな被害が発生し、152名が死亡した。
- 2008年6月14日に発生した岩手・宮城内陸地震では、観測史上最大の最大加速度（4022gal）を観測した。土砂災害などによる死者・行方不明者は合わせて23人に上った[2]。

## 科学と技術

### テクノロジー

#### 交通
- 国策によって高速道路におけるETCが普及し、それに伴って2000年代半ばにはハイウェイカードの販売が終了。同様に偽造防止の観点から他の磁気式プリペイドカードの淘汰も進み、ICカードへと切り替わっていく。

#### テレビ放送
- 地上デジタル放送が開始された（東日本大震災の被災3県を除き、2011年に完全移行、東日本大震災の被災3県については2012年に完全移行）。
- 様々な映像ソースのハイビジョン化が進行した。

#### コンピュータとインターネット
- パーソナルコンピュータのコモディティ化。パソコンが多くの職場や家庭に行き渡り、デジタルカメラ、デジタルオーディオプレーヤーなどパソコンに接続して利用することを前提とした情報機器が普及した。

#### 通信
- 日本における携帯電話が著しく多機能化し、ガラパゴス化ともいわれる独特の発展を遂げる。
- デジタルメディアプレイヤーが急速に普及。インターネット経由の音楽配信が定着した。一方で、FMラジオのリクエスト番組の増加の影響も重なりCDの売上は大きく減少しており、音楽業界の売上も低迷している。
- インターネットがコミュニケーションツールとして定着。SNS・ブログなどのサービスが登場し一般化した。またこれらの文化が2000年代中期頃からテレビなどのメディアで取り上げられることも多くなった。

## 文化と芸術

### 流行
- 2000年代前半にはギャル文字がギャルの間で流行。2000年代後半には小文字文化が流行った。
- 「草食系（草食系男子、草食系女子）」と「肉食系（肉食系男子、肉食系女子）」という差別的分類が流行語になった。（→分類ハラスメント）
- 女子力や女子会など、「女子」を用いた言葉が2000年代後半から2010年代にかけて流行する[3]。
- デザートや菓子（特に洋菓子）を「スイーツ」と言い換える表現が、女性向け雑誌やテレビ、街中（店）などを中心として多く見受けられるようになった。
- 高校野球で活躍した斎藤佑樹の「ハンカチ王子」や男子プロゴルフで活躍した石川遼の「ハニカミ王子」をはじめとして、スポーツ界のみならず様々な分野で活躍する男性に対して「○○王子」という呼称が流行した。
- 新生児の命名に関しても多様化が進み、所謂「DQNネーム」や「キラキラネーム」などと呼ばれる、既存の日本人名から逸脱していたり人名に相応しくない難読かつ意味不明な名前が急増した。
- ベーゴマの進化版ベイブレードが小学生の間でブームとなる。

- メイドカフェなどのコスプレ系飲食店、猫カフェなど独特のサービスを提供する喫茶店が各地で開店する。

#### ファッション
- 女子中高生の靴下は、1990年代後半のルーズソックスに代わって紺色ハイソックスが主流となる。

### 建築
- 2000年 淡路夢舞台 - 安藤忠雄

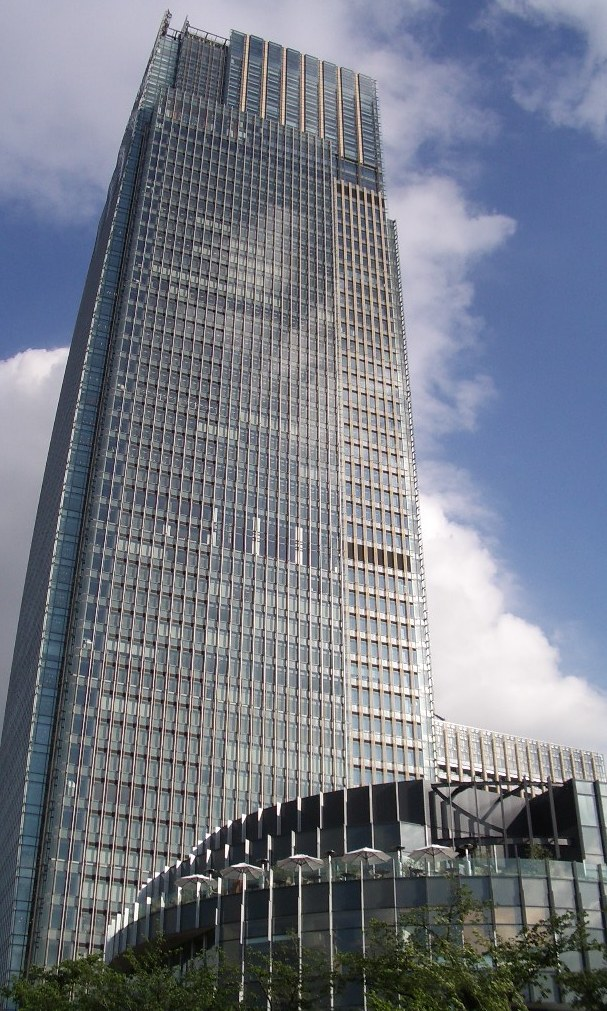
ミッドタウン・タワー（2007年）

- 2000年 せんだいメディアテーク - 伊東豊雄
- 2002年 公立はこだて未来大学 - 山本理顕・木村俊彦
- 2004年 国立国会図書館関西館 - 陶器二三雄
- 2004年 金沢21世紀美術館 - SANAA
- 2006年 表参道ヒルズ - 安藤忠雄

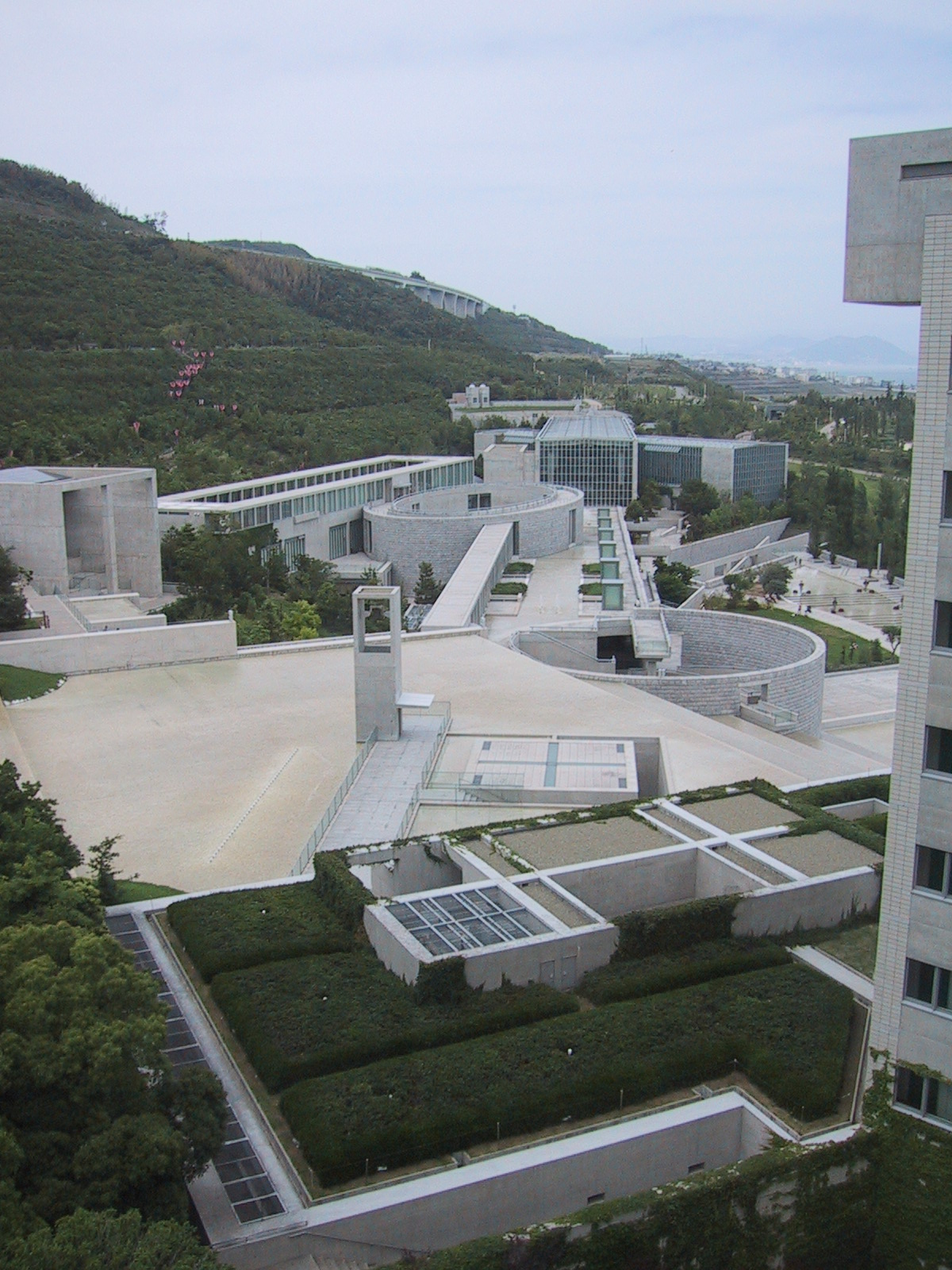
淡路夢舞台
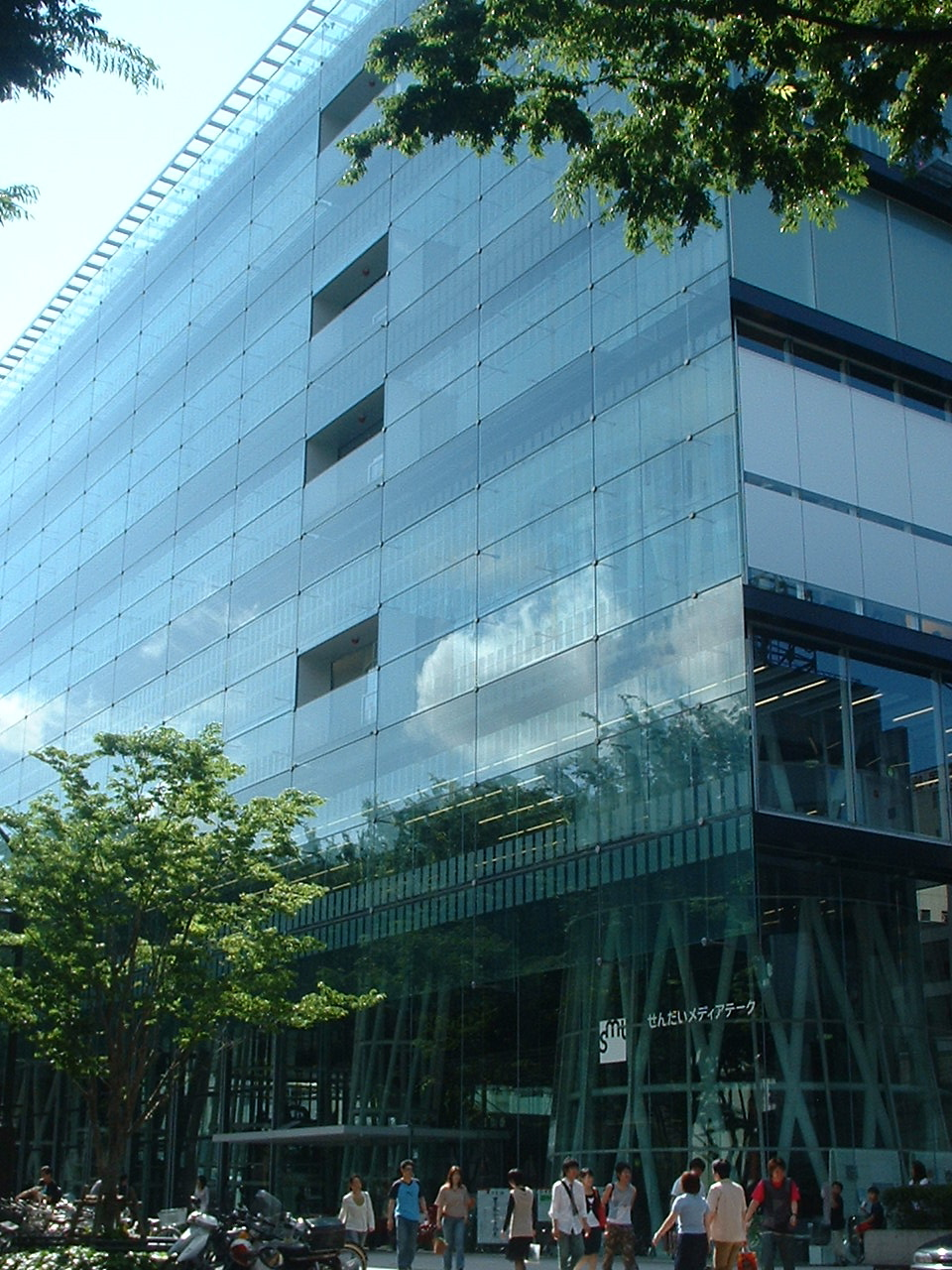
せんだいメディアテーク
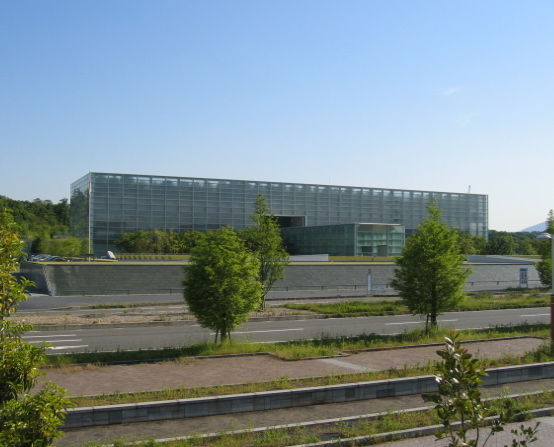
国立国会図書館関西館
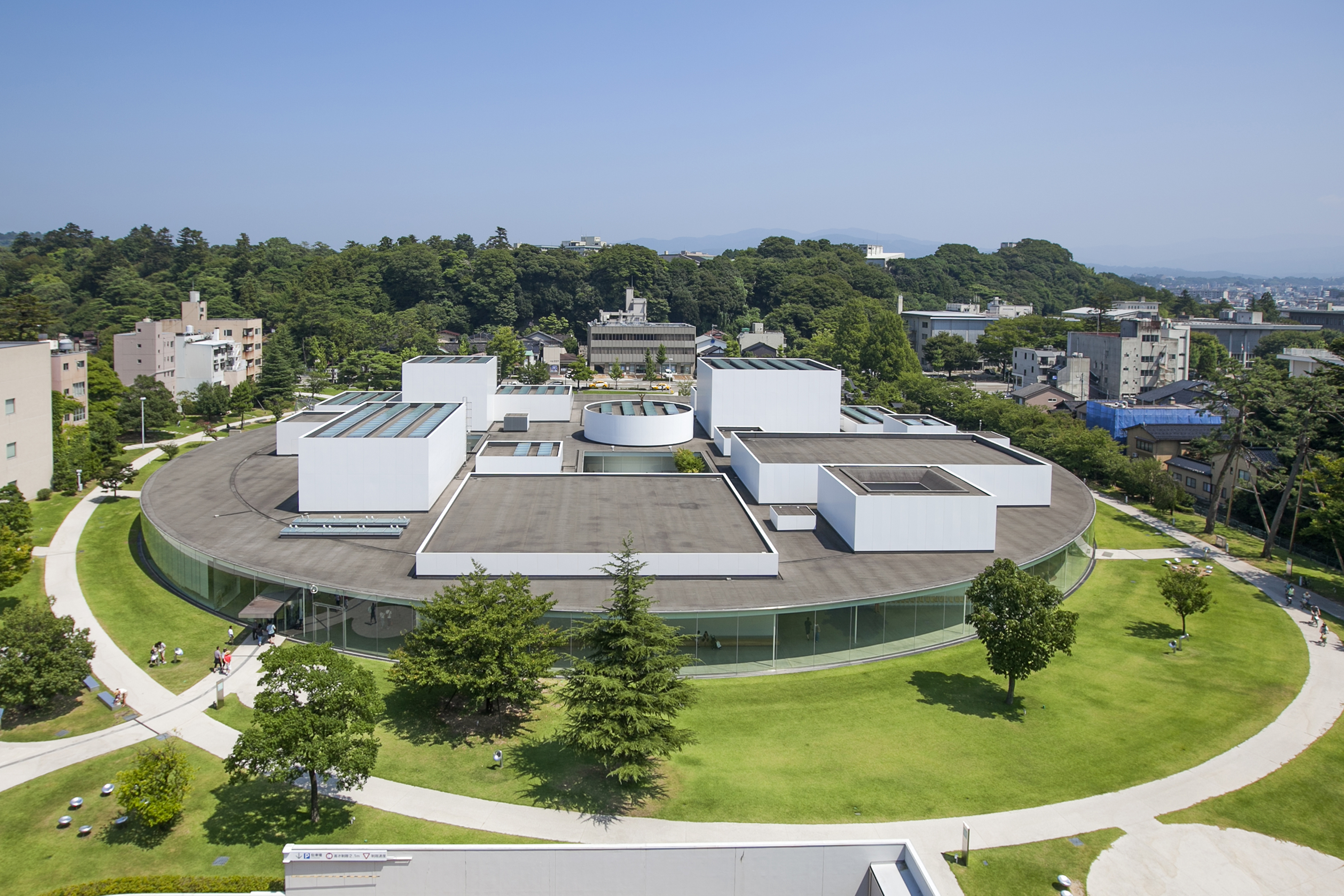
金沢21世紀美術館
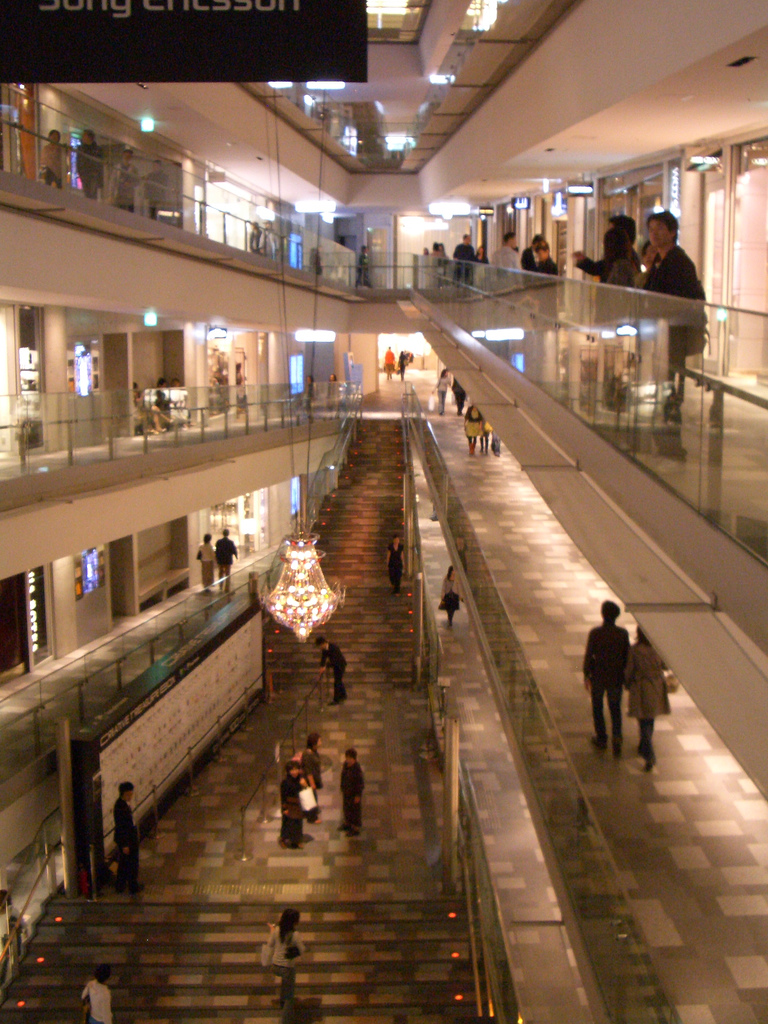
表参道ヒルズ

超高層建築物・構築物

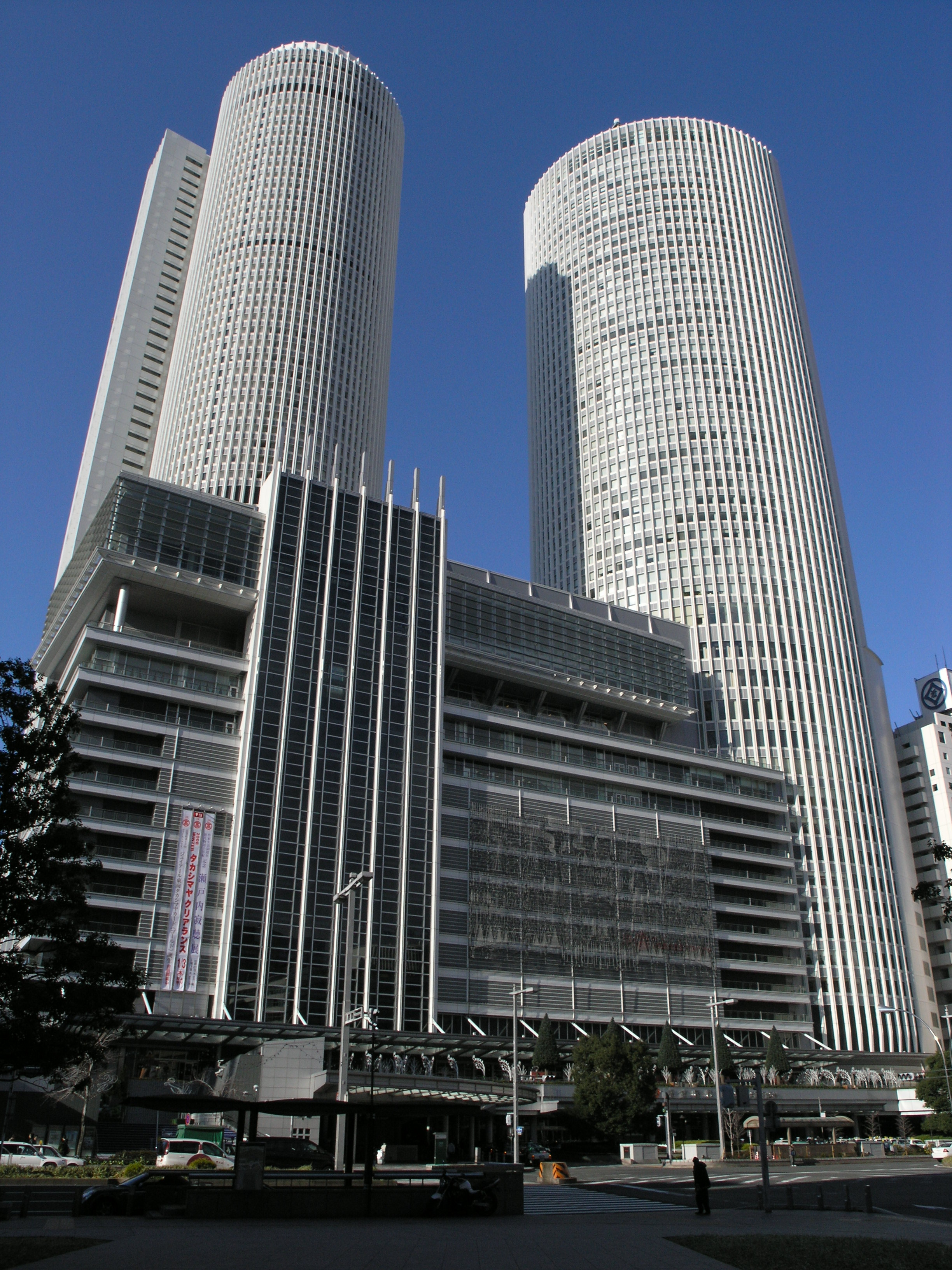
JRセントラルタワーズ （2000年）
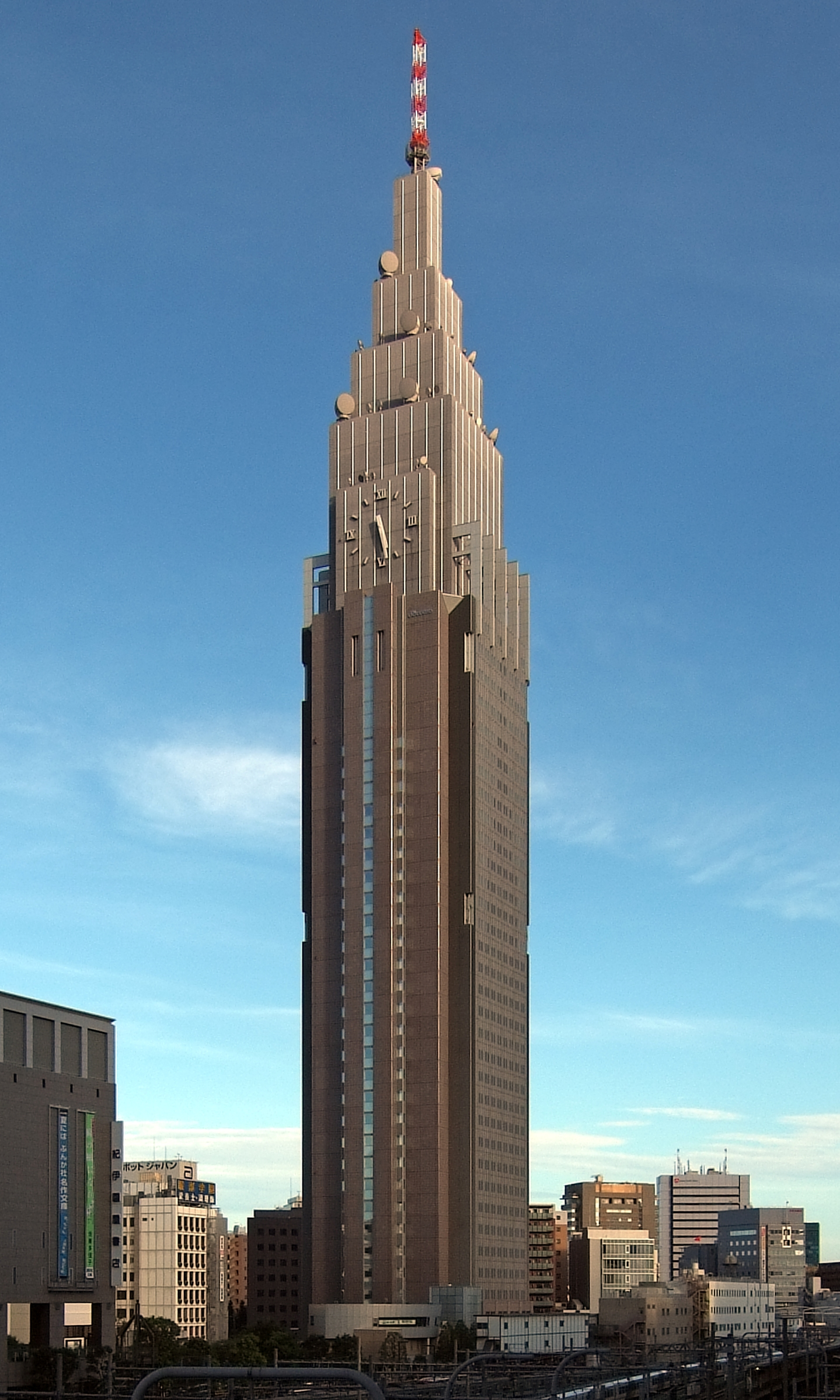
NTTドコモ代々木ビル （2000年）
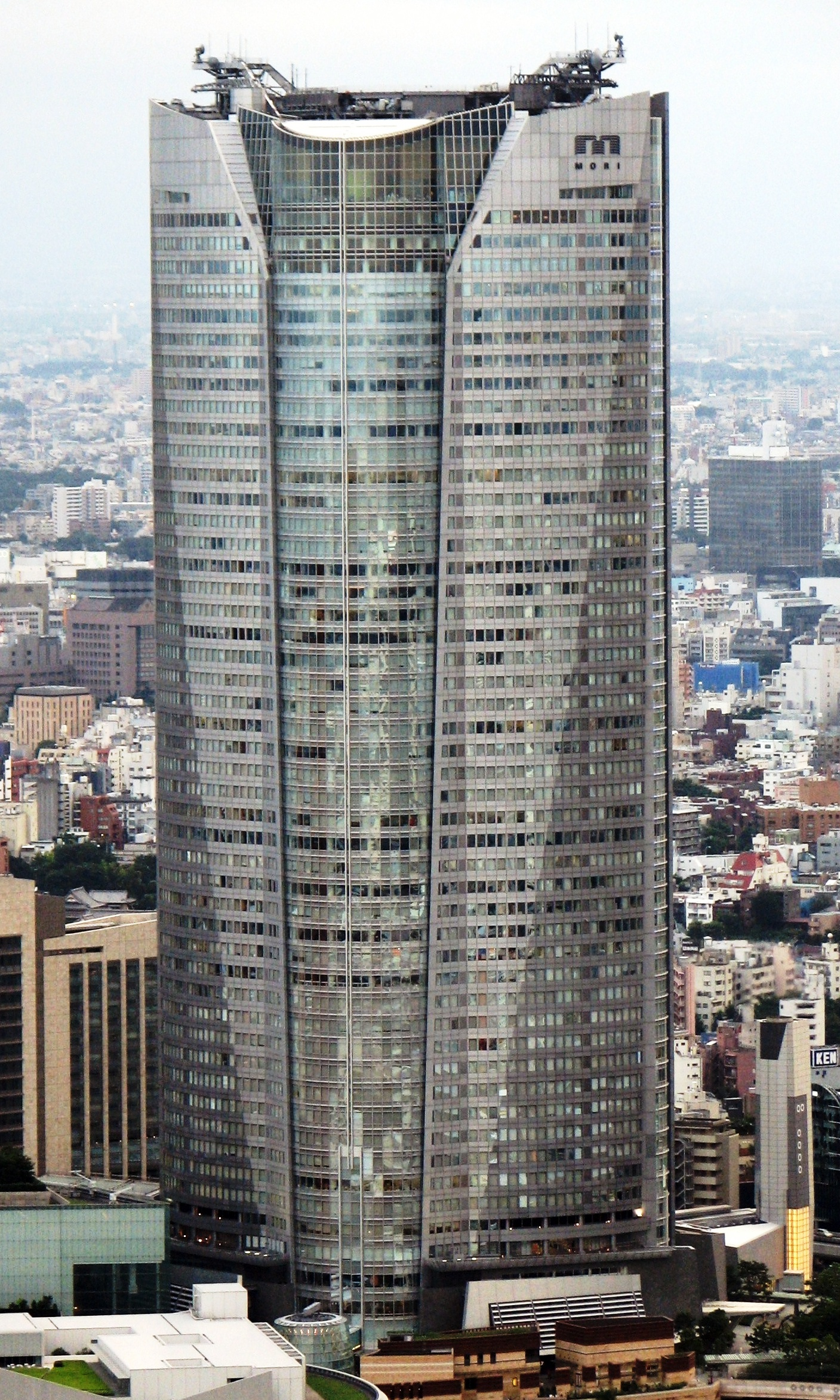
六本木ヒルズ森タワー （2003年）
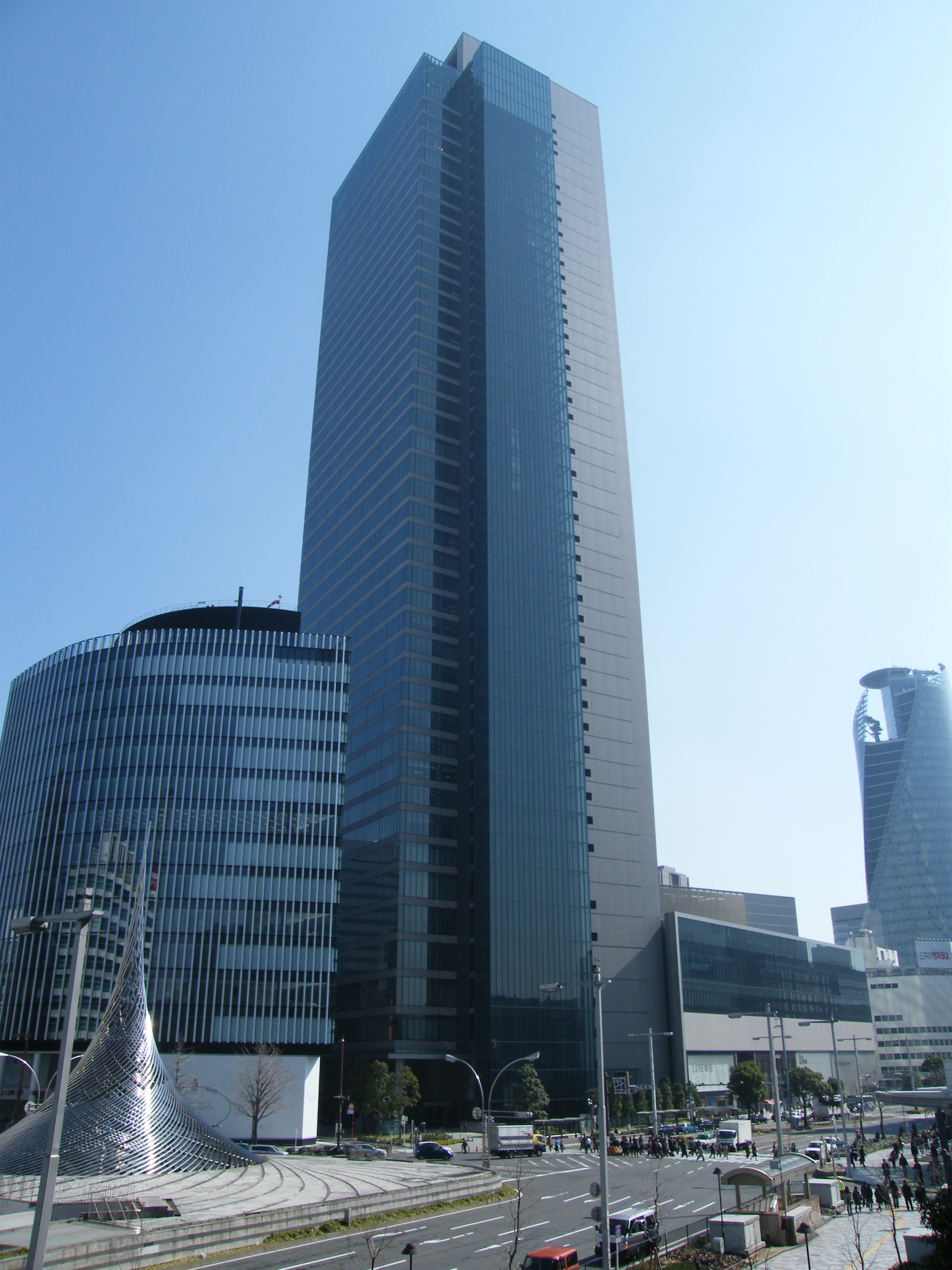
ミッドランドスクエア （2007年）
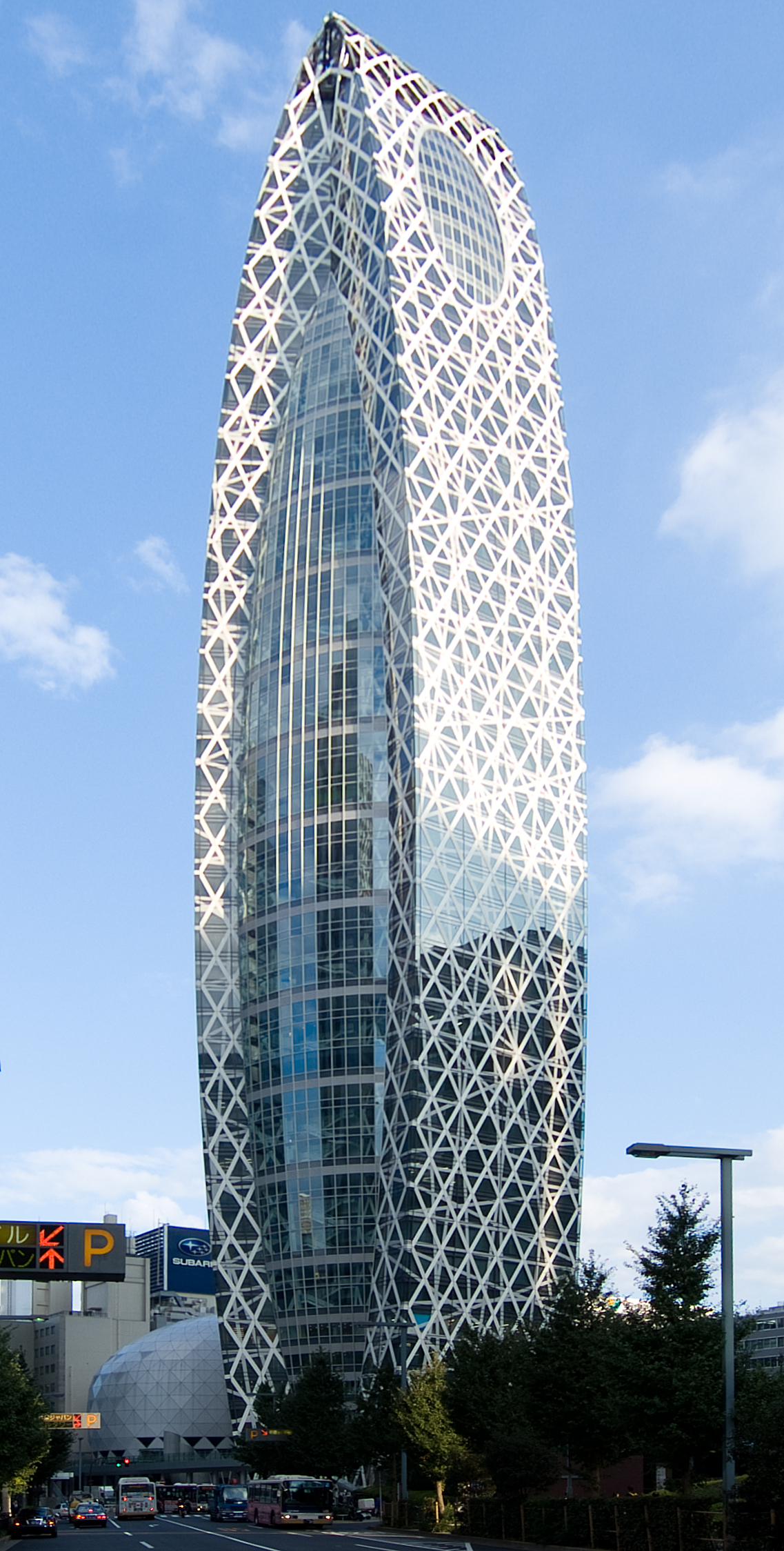
モード学園コクーンタワー （2008年）

### 音楽
- インターネットの普及による音楽受容の変化により、2000年代を通してCDシングル・アルバムの売上は減少を続けた。
- 音楽データの違法ダウンロード・リッピングへの対抗策として業界の一部はコピーコントロールCDを採用。しかし多くの問題点が指摘され、数年でほとんどが撤退した。
- 日本における携帯電話（フィーチャーフォン）の高性能化により、着うた（2002年開始）や着うたフル（2004年開始）のサービスが人気となり、2000年代後半にかけてピークを迎える。
- 2005年にアップルの音楽配信サービスiTunes Music Storeがサービスを開始。2001年発売のiPodと並んで人気を博し、音楽配信がヒットの新たな発信地となる。
- 「演歌冬の時代」と呼ばれる中、氷川きよしら一部の若手歌手がヒット曲を生んだ。

前期（2000年から2003年）
- エイベックスが音楽業界に大旋風を起こす。
- 女性歌手では浜崎あゆみ・宇多田ヒカルが人気となる。
- 中高生の間では青春パンクがブーム。ZONEなど10代のガールズバンドも登場。
- アイドルではジャニーズ事務所所属アイドルとモーニング娘。を筆頭としたハロー!プロジェクトが人気となる。

中期（2004年から2006年）
- 男性ダンスヴォーカルグループのEXILEが人気を博す。
- ハロー!プロジェクトは下火を迎える。

後期（2007年から2009年）
- 女性アイドルではテクノポップの音楽性を前面に打ち出したPerfumeやスターダストプロモーションとしては初のアイドルグループとなるももいろクローバー、秋元康がプロデュースした大人数アイドルグループAKB48等が登場。その一方で、ソロ活動のアイドル歌手は傍流へと退く。
- 男性アイドルはジャニーズ事務所所属の嵐を中心に、NEWS・KAT-TUNなどが人気。
- 着うたの販売がピークを迎え、GReeeeN、青山テルマなどのアーティストが若年層に人気を博す。

### 映画
- 日本映画の興行収入・製作本数が増加。1990年代の洋画優位の状況は一変し、邦画が日本の映画館で主流に返り咲いた。

### 小説
海外ミステリ
- 2000年12月：騙し絵の檻 - ジル・マゴーン
- 2001年8月：最上階の殺人 - アントニイ・バークリー
- 2001年7月：ジャンピング・ジェニイ - アントニイ・バークリー
- 2002年5月：第四の扉 - ポール・アルテ
- 2004年10月：魔術師（イリュージョニスト） - ジェフリー・ディーヴァー
- 2006年12月：デス・コレクターズ - ジャック・カーリイ
- 2006年11月：死の相続 - セオドア・ロスコー
- 2008年3月：ナポレオンの剃刀の冒険 - エラリー・クイーン
- 2003年5月：捕虜収容所の死 - マイケル・ギルバート
- 2006年11月：切り裂かれたミンクコート事件 - ジェームズ・アンダースン

### 漫画
- 出版不況とデフレ、テレビゲームの普及により、新書・コンビニコミックなど低価格な新刊書が増加した。
- 週刊少年ジャンプでは『ONE PIECE』『NARUTO -ナルト-』『BLEACH』、週刊少年マガジンでは『FAIRY TALE』『ダイヤのA』、週刊少年サンデーでは『名探偵コナン』『MAJOR』が大ヒットした。
- 週刊少年ジャンプの作品として、主人公にダークヒーロー的な人物を置く異色作『DEATH NOTE』が人気となった。その後、ダークヒーロー的な主人公の作品はアニメ『コードギアス 反逆のルルーシュ』でも見られ、こちらもヒットしている。

### アニメ
- 深夜アニメの製作本数が増加する。2006年にはアニメの制作本数がピークの306本に。

### テレビ番組・芸能界
- テレビ業界ではお笑い第二世代・お笑い第三世代・お笑い第四世代がそろって活躍する。
- ジャニーズ事務所の男性アイドルグループであるSMAP、嵐等が1990年代に続いて人気を保ち続けた。福山雅治は40歳代に入っても美形歌手・俳優としてアイドル的な立場にある。グラビアアイドルなどの女性アイドルでも、30歳代のアイドルが現れている。
- ドラマ冬の時代を迎えるが、ドラマ・映画では木村拓哉を筆頭とするジャニーズ勢、伊藤英明・坂口憲二・藤木直人ら1970年代生まれの非ジャニーズ系俳優が躍進。その一方で新たな男性若手俳優の不作が続き、主役クラスにジャニーズを抜擢したドラマが多くなる。
- 1990年代から若手人気俳優として活躍していた唐沢寿明、織田裕二、江口洋介、松嶋菜々子、常盤貴子、観月ありさらが2000年代にも引き続き多数のヒットドラマの主演を務めた。米倉涼子、菅野美穂、伊東美咲、仲間由紀恵らは2000年代に入ってから人気が上昇し、主演ドラマでヒットを出した。
- ドラマは小説や漫画原作の作品が大勢を占め、原作のないオリジナル企画によるドラマが減少した。「相棒」や「BOSS」など、刑事ドラマに復活の動きが見られる。
- お笑いではM-1グランプリ、R-1ぐらんぷり、キングオブコントなどのお笑いコンテスト番組が話題を呼んだ。
- 音楽の嗜好の多様化を反映し、NHK紅白歌合戦の視聴率が下降線をたどる。NHK連続テレビ小説の視聴率も低迷する。
- NHKも含めたテレビ局における関東地区の年間および年度平均視聴率で、ゴールデンタイム、プライムタイム、全日で首位となる三冠王をフジテレビが2004年から連年獲得。
- ヨン様が人気となった「冬のソナタ」をはじめとして、中高年女性を中心に韓流ブーム。
- NHKの不祥事が多発、NHKの受信料未払い問題もクローズアップされる。

前期（2000年から2003年）
- お笑いでは「爆笑オンエアバトル」や「エンタの神様」のネタ番組により、多くの芸人がブレイクした。

中期（2004年から2006年）
- 嗜好の多様化、インターネットの普及、塾通い、部活などを背景に若年層のテレビ離れが顕在化しはじめ、CM収入の減少とあいまって民放は徐々に低迷傾向に。NHK大河ドラマなどの定番人気番組や、定評ある報道番組を多数放送するNHKが視聴率トップになることが多くなる。
- 女優では上戸彩・長澤まさみ・綾瀬はるか・沢尻エリカらが台頭。

後期（2007年から2009年）
- サブプライムローン問題に始まる世界不況の余波でCMなどの広告収入が大きく低下、テレビ業界、広告業界の収益も悪化する。
- 椿姫彩菜、はるな愛といったこれまでのニューハーフタレントの枠に留まらないマルチな活動をするTGタレントが登場した。
- お笑い界では、テレビ番組「人志松本のすべらない話」などをきっかけに「すべる」「すべらない」という新たな笑いの基準が確立され「すべり芸」なる芸風が流行した。
- 島田紳助がプロデュースしたユニットが続々出現する。特に「クイズ!ヘキサゴンII」にて、一般的な常識問題に対して驚きの珍回答を連発する「おバカタレント」のユニット(Pabo・羞恥心など)が注目を浴びる。
- 不作とされた1980年代生まれの非ジャニーズ系俳優の中で小栗旬・水嶋ヒロ・小池徹平・松山ケンイチ・速水もこみちらが台頭する。女優では前述の上戸彩・長澤まさみ・綾瀬はるか・沢尻エリカらに加え、新垣結衣・宮崎あおい・石原さとみ・堀北真希らがブレイク。現在も第一線で活躍する女優が多く、「女優の黄金世代」と称された。

### ゲーム

#### コンピュータゲーム
- テレビゲーム市場では、前世代機の「PlayStation」に続き、2000年に発売されたソニー・コンピュータエンタテインメント (SCEI) の「PlayStation 2」が市場の覇権を握る。任天堂以外の企業が二世代連続で覇権を握ったのは初。PlayStation 2の同世代機である「ドリームキャスト」、「ニンテンドー ゲームキューブ」は、日本国外で苦戦を強いられ、世界市場ではPlayStation 2の独壇場となった。その後、セガはドリームキャストを最後にハード事業から撤退し、入れ替わる形でマイクロソフトの「Xbox」が参入した。その後、2005年にマイクロソフトが「Xbox 360」、2006年にソニーが「PlayStation 3」、任天堂が「Wii」を発売。ゲーム機本体の複雑化や開発費の高コスト化、業界の寡占化が進み、市場は縮小へと向かう。
- 2004年に発売された任天堂の携帯ゲーム機「ニンテンドーDS」が空前の大ヒットを遂げ、ソニーも「PlayStation Portable」を発売し、後述の『モンスターハンター ポータブル』シリーズがキラーソフトとなり、DS相手に善戦した。2000年代の後半には日本におけるゲームソフト売上は携帯ゲームが独占し、家庭用ゲーム市場の主流は携帯ゲーム機となった。
- モンスターハンターシリーズ（特に携帯ゲーム機向けの『モンスターハンター ポータブル』シリーズ）がブームとなった。

## スポーツ

### 野球
プロ野球の主力選手がFAによりアメリカのメジャーリーグに次々と進出する。特にイチローはメジャーリーグ日本人初の2000本安打、メジャーリーグ新記録となる9年連続の200本安打を達成するなど突出する活躍を見せた。一方、国内ではダルビッシュ有や田中将大などの新たなスター選手が誕生する。また、シドニーオリンピックを皮切りに、五輪、WBC、アジアシリーズなどプロ選手が参加する国際試合が増える。

### サッカー
Jリーグの主力選手がヨーロッパのプロサッカーリーグに次々と進出する。後半期には日本サッカー界をけん引してきた中田英寿が引退し、本田圭佑ら若手が台頭する。

### 相撲
大相撲では朝青龍、白鵬が圧倒的な強さを見せ、東アジア・東ヨーロッパ諸国出身力士が次々と入幕を果たす。一方で貴乃花引退後は日本人横綱が現れず、日本人力士は外国人力士に押され気味である。時津風部屋力士暴行死事件や力士の大麻所持、朝青龍の謹慎、八百長問題など不祥事も相次いだ。

### その他
- プロレス界は全日本プロレスから三沢光晴などの主力選手が離脱し新団体プロレスリング・ノアを設立。新日本プロレス・全日本プロレス・プロレスリング・ノアの3強時代に突入した。
- 格闘技全般ではK-1やPRIDEなどが更に人気となり、大晦日に行われる興行がテレビ中継されるようになった。
- 安藤美姫・浅田真央が人気となったフィギュアスケート、石川遼が人気のゴルフ、錦織圭が人気のテニス、浅尾美和が人気となったビーチバレーなどでは、アイドル的なスター選手が競技全体の人気を牽引した。

## 人物

### 政治
- 塩川正十郎（1921年 - 2015年）
- 緒方貞子 （1927年 - 2019年）
- 藤井裕久（1932年 - 2022年）
- 石原慎太郎（1932年 - 2022年）
- 扇千景（1933年 - 2023年）
- 青木幹雄（1934年 - 2023年）
- 若林正俊（1934年 - 2023年）
- 福田康夫（1936年 - ）
- 亀井静香（1936年 - ）
- 山﨑拓（1936年 - ）
- 森喜朗（1937年 - ）
- 伊吹文明（1938年 - ）
- 二階俊博（1939年 - ）
- 加藤紘一（1939年 - 2016年）
- 古賀誠（1940年 - ）
- 麻生太郎（1940年 - ）
- 武部勤（1941年 - ）
- 小泉純一郎（1942年 - ）
- 高村正彦（1942年 - ）
- 小沢一郎（1942年 - ）
- 田中真紀子（1944年 - ）
- 細田博之（1944年 - 2023年）
- 町村信孝（1944年 - 2015年）
- 鳩山由紀夫（1947年 - ）
- 鈴木宗男（1948年 - ）
- 鳩山邦夫（1948年 - 2016年）
- 竹中平蔵（1951年 - ）
- 中川昭一（1953年 - 2009年)
- 安倍晋三（1954年 - 2022年）
- 志位和夫（1954年 - ）
- 東国原英夫（1957年 - ）
- 前原誠司（1962年 - ）
- 橋下徹（1969年 - ）

### 日朝関係
- チャールズ・ジェンキンス（1940年 - 2017年）
- 蓮池薫（1957年 - ）

### 経済・メディア
- 渡邉恒雄（1926年 - 2024年）
- 和田繁明（1934年 - 2022年）
- 張富士夫（1937年 - ）
- 出井伸之（1937年 - 2022年）
- 日枝久（1937年 - ）
- 奥田務（1939年 - ）
- 鳥越俊太郎（1940年 - ）
- 渡辺捷昭（1942年 - ）
- 出口治明（1948年 - ）
- 柳井正（1949年 - ）
- 池上彰（1950年 - ）
- 森永卓郎（1957年 - ）
- 孫正義（1957年 - ）
- 岩田聡（1959年 - 2015年）
- 南場智子（1962年 - ）
- 豊田達也（1963年 - ）
- 松浦勝人（1964年 - ）
- 大社啓二（1965年 - ）
- 三木谷浩史（1965年 - ）
- 勝間和代（1968年 - ）
- 堀江貴文（1972年 - ）
- 西村博之（1976年 - ）

### 哲学・思想・評論
- 伊東俊太郎（1930年 - 2023年）
- 金美齢（1934年 - ）
- 養老孟司（1937年 - ）
- 田中英道（1942年 - ）
- 五百籏頭眞（1943年 - 2024年）
- 中西輝政（1947年 - ）
- 川勝平太（1948年 - ）
- 北岡伸一（1948年 - ）
- 筒井清忠（1948年 - ）
- 内田樹（1950年 - ）
- 古田博司（1953年 - ）
- 池田信夫（1953年 - ）
- 高橋洋一（1955年 - ）
- ロバート・キャンベル（1957年 - ）
- 森岡正博（1958年 - ）
- 三浦展（1958年 - ）
- 坪内祐三（1958年 - 2020年）
- 福岡伸一（1959年 - ）
- 佐藤優（1960年 - ）
- 佐藤卓己（1960年 - ）
- 齋藤孝（1960年 - ）
- 茂木健一郎（1962年 - ）
- 小熊英二（1962年 - )
- 小谷野敦（1962年 - )
- 原武史（1962年 - ）
- 仲正昌樹（1963年 - ）
- 片山杜秀（1963年 - ）
- 安藤礼二（1967年 - ）
- 赤木智弘（1975年 - ）
- 中島岳志（1975年 - ）
- 宇野常寛（1978年 - ）

### 文学
- 大江健三郎（1935年 - 2023年）
- 内館牧子（1948年 - ）
- 糸井重里（1948年 - ）
- 村上春樹（1949年 - ）
- 関川夏央（1949年 - ）
- 伊集院静（1950年 - 2023年）
- 葉室麟（1951年 - 2017年）
- 水村美苗（1951年 - ）
- 村上龍（1952年 - ）
- 田中芳樹（1952年 - ）
- 松浦寿輝（1954年 - ）
- 石黒耀（1954年 - ）
- 佐藤正午（1955年 - ）
- 百田尚樹（1956年 - ）
- 東直己（1956年 - ）
- 山本弘（1956年 - 2024年）
- 横山秀夫（1957年 - ）
- みうらじゅん（1958年 - ）
- 東野圭吾（1958年 - ）
- 大塚英志（1958年 - ）
- 有栖川有栖（1959年 - ）
- 田口ランディ（1959年 - ）
- 綾辻行人（1960年 - ）
- 小野不由美（1960年 - ）
- 上橋菜穂子（1962年 - ）
- 重松清（1963年 - ）
- 京極夏彦（1963年 - ）
- 池井戸潤（1963年 - ）
- 酒見賢一（1963年 - 2023年）
- 堀江敏幸（1964年 - ）
- 小林深雪（1964年 - ）
- 江國香織（1964年 - ）
- 津原泰水（1964年 - 2022年）
- 恩田陸（1964年 - ）
- 岩井志麻子（1964年 - ）
- 楊逸（1965年 - ）
- 古川日出男（1966年 - ）
- 松井雪子（1967年 - ）
- 角田光代（1967年 - ）
- 西村賢太（1967年 - 2022年）
- 森絵都（1968年 - ）
- 吉田修一（1968年 - ）
- 阿部和重（1968年 - ）
- 福井晴敏（1968年 - ）
- 高見広春（1969年 - ）
- 小野正嗣（1970年 - ）
- 東浩紀（1971年 - ）
- 伊坂幸太郎（1971年 - ）
- 古橋秀之（1971年 - ）
- 舞城王太郎（1973年 - )
- 伊藤計劃（1974年 - 2009年）
- 深町秋生（1975年 - ）
- 万城目学（1976年 - ）
- 三浦しをん（1976年 - ）
- 冲方丁（1977年 - ）
- 西加奈子（1977年 - ）
- 乙一（1978年 - ）
- 森見登美彦（1979年 - ）
- 西尾維新（1981年 - ）
- 最果タヒ（1986年 - ）

### 芸術
- 草間彌生（1929年 - ）
- 生頼範義（1935年 - 2015年）
- 谷口吉生（1937年 - 2024年）
- 池口史子（1943年 - ）
- 鬼海弘雄（1945年 - 2020年）
- 大西重成（1946年 - ）
- 折元立身（1947年 - ）
- 木下晋（1947年 - ）
- 杉本博司（1948年 - ）
- イケムラレイコ（1951年 - ）
- おおた慶文（1951年 - ）
- 隈研吾（1954年 - ）
- 大竹伸朗（1955年 - ）
- 佐藤卓（1955年 - ）
- 岡崎乾二郎（1955年 - ）
- 青木淳（1956年 - ）
- 六田知弘（1956年 - ）
- 岡村桂三郎（1958年 - ）
- 奈良美智（1959年 - ）
- いのまたむつみ（1960年 - 2024年）
- 鴻池朋子（1960年 - ）
- 小林孝亘（1960年 - ）
- 三沢厚彦（1961年 - ）
- 内藤礼（1961年 - ）
- 村上隆（1962年 - ）
- MAX渡辺（1962年 - ）
- 栗田宏一（1962年 - ）
- 竹谷隆之（1963年 - ）
- 鷹野隆大（1963年 - ）
- 鈴木理策（1963年 - ）
- 山村浩二（1964年 - ）
- 丸山直文（1964年 - ）
- 会田誠（1965年 - ）
- 小沢剛（1965年 - ）
- 佐藤可士和（1965年 - ）
- 天明屋尚（1966年 - ）
- 棚田康司（1968年 - ）
- 山口晃（1969年 - ）
- 須田悦弘（1969年 - ）
- 加藤泉（1969年 - ）
- 井上純弌（1970年 - ）
- 森川嘉一郎（1971年 - ）
- 小谷元彦（1972年 - ）
- 蜷川実花（1972年 - ）
- 石田尚志（1972年 - ）
- 川内倫子（1972年 - ）
- 石田徹也（1973年 - 2005年)
- 名和晃平（1975年 - )
- 金氏徹平（1978年 - )
- 本城直季（1978年 - ）
- Chim↑Pom（2005年結成 - ）

### 漫画・アニメ
- やなせたかし（1919年 - 2013年）
- 水木しげる（1922年 - 2015年）
- 小島功（1928年 - 2015年）
- 鈴木義司（1928年 - 2004年）
- 佃公彦（1930年 - 2010年）
- 泉昭二（1932年 - 2023年）
- 小林七郎（1932年 - 2022年）
- 藤子不二雄A（1934年 - 2022年）
- 斎藤博（1936年 - 2015年）
- 小池一夫（1936年 - 2019年）
- 笹川ひろし（1936年 - ）
- 古谷三敏（1936年 - 2021年）
- 小田部羊一（1936年 - ）
- さいとう・たかを（1936年 - 2021年）
- 横山孝雄（1937年 - 2019年）
- 高井研一郎（1937年 - 2016年）
- 東海林さだお（1937年 - ）
- 宮本貞雄（1937年 - 2024年）
- 楠部三吉郎（1938年 - 2020年）
- 松本零士（1938年 - 2023年）
- 勝間田具治（1938年 - ）
- 平田敏夫（1938年 - 2014年）
- 荒木伸吾（1938年 - 2011年）
- 水島新司（1939年 - 2022年）
- 村田耕一（1939年 - 2006年）
- 塩山紀生（1940年 - 2017年）
- 二宮常雄（1940年 - 2023年）
- 出﨑哲（1940年 - ）
- 杉井ギサブロー（1940年 - ）
- 山内ジョージ（1940年 - ）
- 北見けんいち（1940年 - ）
- 宮崎駿（1941年 - ）
- 高橋資祐（1941年 - 2007年）
- 芝山努（1941年 - ）
- やまさき十三（1941年 - ）
- 丸山正雄（1941年 - ）
- 村野守美（1941年 - 2011年）
- 雁屋哲（1941年 - ）
- 鳥海永行（1941年 - 2009年）
- 富野由悠季（1941年 - ）
- ケン月影（1941年 - ）
- 鈴木良武（1942年 - ）
- 高橋良輔（1943年 - ）
- 谷口守泰（1943年 - ）
- 奥田誠治（1943年 - ）
- ジョージ秋山（1943年 - 2020年）
- 須田正己（1943年 - 2021年）
- 高橋信也（1943年 - ）
- 出﨑統（1943年 - 2011年）
- オダシゲ（1943年 - ）
- 池上遼一（1944年 - ）
- 杉野昭夫（1944年 - ）
- 高信太郎（1944年 - ）
- 七三太朗（1944年 - 2023年）
- 椛島義夫（1944年 - 2017年）
- わたせせいぞう（1945年 - ）
- 白土武（1945年 - ）
- 立原あゆみ（1946年 - ）
- 河内日出夫（1946年 - ）
- 富永貞義（1947年 - ）
- 布川ゆうじ（1947年 - 2022年）
- 吉川惣司（1947年 - ）
- 中村英一（1947年 - ）
- 高橋春男（1947年 - 2024年）
- 所ゆきよし（1947年 - 2023年）
- 花輪和一（1947年 - ）
- 松森正（1947年 - ）
- 植田まさし（1947年 - ）
- はるき悦巳（1947年 - ）
- かざま鋭二（1947年 - 2022年）
- 武論尊（1947年 - ）
- 本宮ひろ志（1947年 - ）
- 尾瀬あきら（1947年 - ）
- 西岸良平（1947年 - ）
- 谷口ジロー（1947年 - 2017年）
- 大島弓子（1947年 - ）
- 弘兼憲史（1947年 - ）
- 山岸凉子（1947年 - ）
- 安彦良和（1947年 - ）
- 大河原邦男（1947年 - ）
- 狩撫麻礼（1947年 - 2018年）
- 里中満智子（1948年 - ）
- もりたじゅん（1948年 - ）
- 小山ゆう（1948年 - ）
- 大和和紀（1948年 - ）
- 山松ゆうきち（1948年 - ）
- かわぐちかいじ（1948年 - ）
- みね武（1948年 - ）
- 鈴木敏夫（1948年 - ）
- 柳沢きみお（1948年 - ）
- 内山まもる（1949年 - 2011年）
- 大橋学（1949年 - 2022年）
- 叶精作（1949年 - ）
- 加藤唯史（1949年 - 2017年）
- 松久由宇（1949年 - ）
- 萩尾望都（1949年 - ）
- 市川ジュン（1949年 - ）
- 村岡栄一（1949年 - ）
- 諸星大二郎（1949年 - ）
- あしべゆうほ（1949年 - ）
- 一条ゆかり（1949年 - ）
- 神保あつし（1949年 - ）
- 弓月光（1949年 - ）
- さだやす圭（1949年 - ）
- こだま兼嗣（1949年 - ）
- 聖悠紀（1949年 - 2022年）
- やまさき拓味（1949年 - ）
- 柴田昌弘（1949年 - ）
- 山田みちしろ（1949年 - ）
- 湖川友謙（1950年 - ）
- ささやななえ（1950年 - 2024年）
- 吾妻ひでお（1950年 - 2019年）
- 竹宮惠子（1950年 - ）
- 土山しげる（1950年 - 2018年）
- 林律雄（1950年 - ）
- 平口広美（1950年 - ）
- 和田慎二（1950年 - 2011年）
- 福山庸治（1950年 - ）
- 倉科遼（1950年 - ）
- 神江里見（1950年 - 2016年）
- 河あきら（1950年 - ）
- おかべりか（1950年 - 2017年）
- 川尻善昭（1950年 - ）
- 中島史雄（1950年 - ）
- 郷力也（1950年 - ）
- 一ノ関圭（1950年 - ）
- 奈知未佐子（1951年 - ）
- 能條純一（1951年 - ）
- あだち充（1951年 - ）
- いしかわじゅん（1951年 - ）
- 村上もとか（1951年 - ）
- 押井守（1951年 - ）
- 風間宏子（1951年 - ）
- いしいひさいち（1951年 - ）
- ひさうちみちお（1951年 - ）
- 川崎ゆきお（1951年 - ）
- 貞光紳也（1951年 - ）
- 金田伊功（1952年 - 2009年）
- 男鹿和雄（1952年 - ）
- 木村知夫（1952年 - ）
- 村生ミオ（1952年 - 2022年）
- 友永和秀（1952年 - ）
- 真下耕一（1952年 - ）
- 六田登（1952年 - ）
- ますむらひろし（1952年 - ）
- 秋本治（1952年 - ）
- 大野広司（1952年 - ）
- 西久保瑞穂（1953年 - ）
- 坂田靖子（1953年 - ）
- 城アラキ（1953年 - ）
- 魔夜峰央（1953年 - ）
- 沢田ユキオ（1953年 - ）
- 山本二三（1953年 - 2023年）
- ながいのりあき（1953年 - ）
- 小林よしのり（1953年 - ）
- 一川孝久（1953年 - ）
- 谷村ひとし（1953年 - ）
- 高橋よしひろ（1953年 - ）
- 滝沢敏文（1953年 - 2015年）
- コジロー（1953年 - ）
- 宮下あきら（1953年 - ）
- 新田たつお（1953年 - ）
- うえだひでひと（1953年 - 2015年）
- 西ゆうじ（1953年 - 2013年）
- 車田正美（1953年 - ）
- 岸義之（1953年 - ）
- やすみ哲夫（1954年 - ）
- 鴫野彰（1954年 - 2024年）
- 星野之宣（1954年 - ）
- 広井王子（1954年 - ）
- 陸奥A子（1954年 - ）
- 山本おさむ（1954年 - ）
- うえやまとち（1954年 - ）
- 中山星香（1954年 - ）
- 大島やすいち（1954年 - ）
- 渡辺みちお（1954年 - ）
- 小倉宏昌（1954年 - ）
- 田渕由美子（1954年 - ）
- いわしげ孝（1954年 - 2013年）
- いがらしみきお（1955年 - ）
- 泉晴紀（1955年 - ）
- ひろき真冬（1955年 - ）
- 田中しょう（1955年 - ）
- 鳥山明（1955年 - 2024年）
- 中村隆太郎（1955年 - 2013年）
- くらもちふさこ（1955年 - ）
- 佐々木淳子（1955年 - ）
- 大塚伸治（1955年 - ）
- 影山楙倫（1955年 - ）
- 中崎タツヤ（1955年 - ）
- たかなししずえ（1955年 - ）
- のむらしんぼ（1955年 - ）
- 金井たつお（1955年 - ）
- むつ利之（1955年 - ）
- はしもとみつお（1955年 - ）
- 天王寺大（1955年 - ）
- 剣名舞（1955年 - ）
- 三好銀（1955年 - 2016年）
- 室山まゆみ
  - 室山眞弓（1955年 - ）
  - 室山眞里子（1957年 - ）
- たなか亜希夫（1956年 - ）
- 三山のぼる（1956年 - 2007年）
- 大地丙太郎（1956年 - ）
- 長崎尚志（1956年 - ）
- 鍋島修（1956年 - ）
- 酒井美羽（1956年 - ）
- 花咲アキラ（1956年 - ）
- 高橋葉介（1956年 - ）
- 和気一作（1956年 - ）
- 江口寿史（1956年 - ）
- さいふうめい（1956年 - ）
- 里見桂（1956年 - ）
- 笠原倫（1956年 - ）
- 清原なつの（1956年 - ）
- 吉田秋生（1956年 - ）
- 姫野美智（1956年 - ）
- 宮崎克（1956年 - ）
- 槇村さとる（1956年 - ）
- 平野俊貴（1956年 - ）
- ときたひろこ（1956年 - ）
- 来賀友志（1956年 - 2022年）
- 松苗あけみ（1956年 - ）
- 大賀俊二（1956年 - ）
- 小椋冬美（1956年 - ）
- さべあのま（1956年 - ）
- 川三番地（1957年 - ）
- 野部利雄（1957年 - ）
- 柴門ふみ（1957年 - ）
- 楠みちはる（1957年 - ）
- 岩館真理子（1957年 - ）
- 板垣恵介（1957年 - ）
- 穴久保幸作（1957年 - ）
- 山本康人（1957年 - ）
- 魚戸おさむ（1957年 - ）
- 近藤ようこ（1957年 - ）
- 逢坂みえこ（1957年 - ）
- 毛利和昭（1957年 - ）
- 平山智（1957年 - ）
- 亀垣一（1957年 - ）
- 秋月りす（1957年 - ）
- 高口里純（1957年 - ）
- 高橋留美子（1957年 - ）
- ほったゆみ（1957年 - ）
- 高野文子（1957年 - ）
- ゆうきまさみ（1957年 - ）
- 山科けいすけ（1957年 - ）
- しりあがり寿（1958年 - ）
- 三田紀房（1958年 - ）
- とり・みき（1958年 - ）
- しげの秀一（1958年 - ）
- 大宙征基（1958年 - ）
- 臼井儀人（1958年 - 2009年）
- 小林まこと（1958年 - ）
- 佐藤好春（1958年 - ）
- くさか里樹（1958年 - ）
- 猿渡哲也（1958年 - ）
- 久住昌之（1958年 - ）
- 業田良家（1958年 - ）
- 大塚英志（1958年 - ）
- 寺島令子（1958年 - ）
- 喜国雅彦（1958年 - ）
- おおつぼマキ（1958年 - 2022年）
- 石川光久（1958年 - ）
- よしまさこ（1958年 - ）
- 出渕裕（1958年 - ）
- 守村大（1958年 - ）
- 福本伸行（1958年 - ）
- 桜井弘明（1958年 - ）
- 佐藤智一（1958年 - ）
- 真柴ひろみ（1958年 - ）
- 大塚正実（1958年 - ）
- 田島みるく（1958年 - ）
- 望月智充（1958年 - ）
- 尼子騒兵衛（1958年 - ）
- 今泉伸二（1958年 - ）
- 木内一雅（1958年 - ）
- 田北鑑生（1958年 - ）
- 本橋秀之（1958年 - ）
- 山本貴嗣（1959年 - ）
- 竹本泉（1959年 - ）
- こせきこうじ（1959年 - ）
- 井上紀良（1959年 - ）
- 吉野朔実（1959年 - 2016年）
- 徳弘正也（1959年 - ）
- 山田貴敏（1959年 - ）
- 北条司（1959年 - ）
- 板野一郎（1959年 - ）
- 中村真理子（1959年 - ）
- 西尾大介（1959年 - ）
- 近藤和久（1959年 - ）
- 池野恋（1959年 - ）
- 片山まさゆき（1959年 - ）
- あろひろし（1959年 - ）
- 石渡治（1959年 - ）
- 荻野真（1959年 - 2019年）
- 寺沢大介（1959年 - ）
- 嶺岸信明（1959年 - ）
- 遊人（1959年 - ）
- 河合じゅんじ（1959年 - ）
- 原恵一（1959年 - ）
- 内田春菊（1959年 - ）
- 山下和美（1959年 - ）
- 藤原カムイ（1959年 - ）
- 本郷みつる（1959年 - ）
- 大森英敏（1959年 - ）
- 細野不二彦（1959年 - ）
- 清水としみつ（1959年 - ）
- 波津彬子（1959年 - ）
- 森本晃司（1959年 - ）
- 夏原武（1959年 - ）
- 石井さだよし（1959年 - ）
- 善聡一郎（1959年 - ）
- 長岡康史（1959年 - ）
- 青沼貴子（1960年 - ）
- 浦沢直樹（1960年 - ）
- 永野護（1960年 - ）
- 山本直樹（1960年 - ）
- 樹なつみ（1960年 - ）
- 石川優吾（1960年 - ）
- 高岩ヨシヒロ（1960年 - ）
- 成田美名子（1960年 - ）
- 内田順久（1960年 - ）
- 佐藤順一（1960年 - ）
- なかいま強（1960年 - ）
- 岡崎つぐお（1960年 - ）
- 香川まさひと（1960年 - ）
- 庵野秀明（1960年 - ）
- 荒木飛呂彦（1960年 - ）
- 伊藤伸平（1960年 - ）
- 塀内夏子（1960年 - ）
- まついなつき（1960年 - 2020年）
- 小林誠（1960年 - ）
- 高寺彰彦（1960年 - 2019年）
- 岩明均（1960年 - ）
- 高橋陽一（1960年 - ）
- 片渕須直（1960年 - ）
- 青木俊直（1960年 - ）
- いましろたかし（1960年 - ）
- 渡辺多恵子（1960年 - ）
- きうちかずひろ（1960年 - ）
- 石山東吉（1960年 - ）
- 吉田聡（1960年 - ）
- 梅津泰臣（1960年 - ）
- 三谷幸広（1960年 - ）
- ゆでたまご
  - 嶋田隆司（1960年 - ）
  - 中井義則（1961年 - ）
- 山本泰一郎（1961年 - ）
- きくち正太（1961年 - ）
- 東元（1961年 - 2022年）
- 梶研吾（1961年 - ）
- 吉田徹（1961年 - ）
- 外薗昌也（1961年 - ）
- 桜玉吉（1961年 - ）
- 江川達也（1961年 - ）
- うすね正俊（1961年 - ）
- 早川光（1961年 - ）
- 島本和彦（1961年 - ）
- 若林健次（1961年 - ）
- 原秀則（1961年 - ）
- 青山広美（1961年 - ）
- 三沢伸（1961年 - ）
- 日渡早紀（1961年 - ）
- 阿部記之（1961年 - ）
- 北爪宏幸（1961年 - ）
- 今川泰宏（1961年 - ）
- 手塚眞（1961年 - ）
- 所十三（1961年 - ）
- 原哲夫（1961年 - ）
- ふくやまけいこ（1961年 - ）
- 本庄敬（1961年 - ）
- 克・亜樹（1961年 - ）
- 新房昭之（1961年 - ）
- こだま学（1961年 - ）
- 高橋和希（1961年 - 2022年）
- 佐々木倫子（1961年 - ）
- 唐沢なをき（1961年 - ）
- 士郎正宗（1961年 - ）
- 高松信司（1961年 - ）
- 御童カズヒコ（1961年 - 2024年）
- 青木たかお（1961年 - ）
- 山下将仁（1961年 - ）
- SUEZEN（1961年 - ）
- 西村ミツル（1962年 - ）
- 安永航一郎（1962年 - ）
- 高橋幸慈（1962年 - ）
- 貞本義行（1962年 - ）
- 佐野浩敏（1962年 - ）
- 佐木飛朗斗（1962年 - ）
- 王欣太（1962年 - ）
- 垣野内成美（1962年 - ）
- ムトウユージ（1962年 - ）
- 藤臣柊子（1962年 - ）
- 流水りんこ（1962年 - ）
- 田中圭一（1962年 - ）
- 中川いさみ（1962年 - ）
- 樹林伸（1962年 - ）
- 糸島雅彦（1962年 - ）
- 田村由美（1962年 - ）
- 森下裕美（1962年 - ）
- 木村直巳（1962年 - ）
- 深谷かほる（1962年 - ）
- あさりよしとお（1962年 - ）
- けらえいこ（1962年 - ）
- 桂正和（1962年 - ）
- 恩田尚之（1962年 - ）
- 結城信輝（1962年 - ）
- わたなべぢゅんいち（1962年 - 2007年）
- 鍋島雅治（1963年 - 2019年）
- 麻宮騎亜（1963年 - ）
- 上條淳士（1963年 - ）
- 前田真宏（1963年 - ）
- 平松禎史（1963年 - ）
- 高田裕三（1963年 - ）
- 清水玲子（1963年 - ）
- 山本直子（1963年 - ）
- 岡村賢二（1963年 - ）
- 萩原一至（1963年 - ）
- 相原コージ（1963年 - ）
- 堤規至（1963年 - ）
- 近藤勝也（1963年 - ）
- 吉住渉（1963年 - ）
- 逢坂浩司（1963年 - 2007年）
- 青山剛昌（1963年 - ）
- 山原義人（1963年 - ）
- 水沢めぐみ（1963年 - ）
- 越智博之（1963年 - ）
- 桜沢エリカ（1963年 - ）
- 中島徹（1963年 - 2011年）
- 伊藤潤二（1963年 - ）
- 吉田戦車（1963年 - ）
- 本そういち（1963年 - ）
- 韮沢靖（1963年 - 2016年）
- 新井英樹（1963年 - ）
- 森木靖泰（1963年 - ）
- 今敏（1963年 - 2010年）
- さとう輝（1963年 - ）
- 北久保弘之（1963年 - ）
- 西森博之（1963年 - ）
- 寺田克也（1963年 - ）
- 窪岡俊之（1963年 - ）
- コージィ城倉（1963年 - ）
- 久住卓也（1963年 - ）
- 田中直哉（1963年 - ）
- 加戸誉夫（1963年 - ）
- 西村博之（1963年 - ）
- 小林治（1964年 - 2021年）
- 和田ラヂヲ（1964年 - ）
- 福田道生（1964年 - ）
- 河井リツ子（1964年 - ）
- 荒川真嗣（1964年 - ）
- 稲田浩司（1964年 - ）
- 荒川稔久（1964年 - ）
- 河合克敏（1964年 - ）
- 木村貴宏（1964年 - 2023年）
- 藤田和日郎（1964年 - ）
- 加瀬あつし（1964年 - ）
- ナカタニD.（1964年 - ）
- 皆川亮二（1964年 - ）
- 藤島康介（1964年 - ）
- 佐藤竜雄（1964年 - ）
- 真船一雄（1964年 - ）
- ワタナベシンイチ（1964年 - ）
- いくえみ綾（1964年 - ）
- 三条陸（1964年 - ）
- 西原理恵子（1964年 - ）
- 高橋のぼる（1964年 - ）
- 若林厚史（1964年 - ）
- 真倉翔（1964年 - ）
- 末田雄一郎（1964年 - ）
- あだちつよし（1964年 - ）
- 内田かずひろ（1964年 - ）
- 松本剛（1964年 - ）
- 秋山亜由子（1964年 - ）
- 村瀬修功（1964年 - ）
- サライネス（1964年/1965年 - ）
- 永福一成（1965年 - ）
- 山口かつみ（1965年 - ）
- 樹崎聖（1965年 - ）
- 野中英次（1965年 - ）
- 今賀俊（1965年 - ）
- 黄瀬和哉（1965年 - ）
- こしたてつひろ（1965年 - ）
- 湯浅政明（1965年 - ）
- 朝倉世界一（1965年 - ）
- 高岡淳一（1965年 - ）
- やまじえびね（1965年 - ）
- さくらももこ（1965年 - 2018年）
- 高見明男（1965年 - ）
- 渡辺信一郎（1965年 - ）
- 浜岡賢次（1965年 - ）
- 満田拓也（1965年 - ）
- 椎名高志（1965年 - ）
- 高橋ツトム（1965年 - ）
- 橋本敬史（1965年 - ）
- 柳沢まさひで（1965年 - ）
- やまだないと（1965年 - ）
- 篠原保（1965年 - ）
- 松原秀典（1965年 - ）
- 石垣ゆうき（1965年 - ）
- 水島努（1965年 - ）
- 髙橋ヒロシ（1965年 - ）
- 山本サトシ（1965年 - ）
- さとうけいいち（1965年 - ）
- さとうふみや（1965年 - ）
- オキモト・シュウ（1965年 - ）
- 橋本孤蔵（1965年 - ）
- 山下いくと（1965年 - ）
- 山田玲司（1966年 - ）
- 森川ジョージ（1966年 - ）
- 大張正己（1966年 - ）
- 杉森建（1966年 - ）
- あらいずみるい（1966年 - ）
- 胡桃ちの（1966年 - ）
- 山下明彦（1966年 - ）
- 田島昭宇（1966年 - ）
- うるし原智志（1966年 - ）
- よしもときんじ（1966年 - 2021年）
- 水野和則（1966年 - 2017年）
- 神山健治（1966年 - ）
- 梅澤春人（1966年 - ）
- 冨樫義博（1966年 - ）
- 入江喜和（1966年 - ）
- 樋口大輔（1966年 - ）
- ひうらさとる（1966年 - ）
- 藤原芳秀（1966年 - ）
- うたたねひろゆき（1966年 - ）
- 神尾葉子（1966年 - ）
- 八神ひろき（1966年 - ）
- 三浦建太郎（1966年 - 2021年）
- 山本夜羽音（1966年 - 2022年）
- 北崎拓（1966年 - ）
- 鬼頭莫宏（1966年 - ）
- 渡辺歩（1966年 - ）
- 田中ユタカ（1966年 - ）
- 上田美和（1966年 - ）
- 西山優里子（1966年 - ）
- 沖浦啓之（1966年 - ）
- 谷口悟朗（1966年 - ）
- 山口貴由（1966年 - ）
- 森恒二（1966年 - ）
- 桂憲一郎（1966年 - ）
- 中山昌亮（1966年 - ）
- 森田まさのり（1966年 - ）
- 西炯子（1966年 - ）
- 田口雅之（1966年 - ）
- 技来静也（1966年 - ）
- 磯光雄（1966年 - ）
- 宇田鋼之介（1966年 - ）
- 大平晋也（1966年 - ）
- 松井雪子（1967年 - ）
- 井上雄彦（1967年 - ）
- 宮崎吾朗（1967年 - ）
- 藤沢とおる（1967年 - ）
- 矢沢あい（1967年 - ）
- 山下高明（1967年 - ）
- 小森高博（1967年 - ）
- 太田垣康男（1967年 - ）
- 内藤泰弘（1967年 - ）
- ヤマザキマリ（1967年 - ）
- 小森陽一（1967年 - ）
- 谷川史子（1967年 - ）
- 岡野剛（1967年 - ）
- 柴田亜美（1967年 - ）
- 渡辺保裕（1967年 - ）
- 橋口たかし（1967年 - ）
- きたがわ翔（1967年 - ）
- さいとうちほ（1967年 - ）
- 樫本学ヴ（1967年 - ）
- 岡崎武士（1967年 - ）
- 久米田康治（1967年 - ）
- 村枝賢一（1967年 - ）
- 高橋しん（1967年 - ）
- 奥浩哉（1967年 - ）
- 細田守（1967年 - ）
- 甲斐谷忍（1967年 - ）
- こしのりょう（1967年 - ）
- 米原秀幸（1967年 - ）
- 松本大洋（1967年 - ）
- 本島幸久（1967年 - ）
- CLAMP
  - 大川七瀬（1967年 - ）
  - もこな（1968年 - ）
  - 猫井椿（1969年 - ）
  - いがらし寒月（1969年 - ）
- 山田芳裕（1968年 - ）
- 古屋兎丸（1968年 - ）
- 浅田弘幸（1968年 - ）
- 田畑由秋（1968年 - ）
- 髙木信孝（1968年 - ）
- 中澤一登（1968年 - ）
- 小沢としお（1968年 - ）
- 菊田洋之（1968年 - ）
- かわすみひろし（1968年 - ）
- あずまきよひこ（1968年 - ）
- 曽田正人（1968年 - ）
- 山本英夫（1968年 - ）
- 西尾鉄也（1968年 - ）
- 赤松健（1968年 - ）
- 谷津美弥子（1968年 - ）
- むぎわらしんたろう（1968年 - ）
- 長谷川眞也（1968年 - ）
- 七月鏡一（1968年 - ）
- おおばやしみゆき（1968年 - ）
- こうの史代（1968年 - ）
- 村田蓮爾（1968年 - ）
- 村木靖（1968年 - ）
- 後藤圭二（1968年 - ）
- 西本英雄（1968年 - ）
- 榎本俊二（1968年 - ）
- 渡辺潤（1968年 - ）
- 栗原正尚（1968年 - ）
- 乃木坂太郎（1968年 - ）
- 八木教広（1968年 - ）
- 田島隆（1968年 - ）
- 安藤雅司（1969年 - ）
- 松田奈緒子（1969年 - ）
- 中原杏（1969年 - ）
- 小畑健（1969年 - ）
- 小川悦司（1969年 - ）
- 青木光恵（1969年 - ）
- 本秀康（1969年 - ）
- 星野泰視（1969年 - ）
- ハロルド作石（1969年 - ）
- 石原満（1969年 - ）
- 五十嵐大介（1969年 - ）
- 河島正（1969年 - 2010年）
- 小池田マヤ（1969年 - ）
- 八神千歳（1969年 - ）
- 古谷野孝雄（1969年 - ）
- 二ノ宮知子（1969年 - ）
- マーチン角屋（1969年 - ）
- 木多康昭（1969年 - ）
- おおひなたごう（1969年 - ）
- やぶのてんや（1969年 - ）
- 福島聡（1969年 - ）
- 植芝理一（1969年 - ）
- 伊藤理佐（1969年 - ）
- 大和田秀樹（1969年 - ）
- せきやてつじ（1969年 - ）
- 柏木ハルコ（1969年 - ）
- 田中宏（1970年 - ）
- 安藤なつみ（1970年 - ）
- 大島司（1970年 - ）
- 沙村広明（1970年 - ）
- 玉井雪雄（1970年 - ）
- 朝基まさし（1970年 - ）
- 渡瀬悠宇（1970年 - ）
- さんりようこ（1970年 - ）
- 梁慶一（1970年 - ）
- 冬目景（1970年 - ）
- 小花美穂（1970年 - ）
- 上山道郎（1970年 - ）
- ひぐちアサ（1970年 - ）
- 和月伸宏（1970年 - ）
- つの丸（1970年 - ）
- 関口太郎（1970年 - ）
- 許斐剛（1970年 - ）
- 津田雅美（1970年 - ）
- 余湖裕輝（1970年 - ）
- 海野つなみ（1970年 - ）
- 山根和俊（1970年 - ）
- 田中久仁彦（1970年 - ）
- 松本次郎（1970年 - ）
- 玉越博幸（1970年 - ）
- 丸川トモヒロ（1970年 - 2024年）
- 上田倫子（1970年 - ）
- 遠藤浩輝（1970年 - ）
- 六道神士（1970年 - ）
- 叶恭弘（1970年 - ）
- 羽生生純（1970年 - ）
- 海童博行（1970年 - ）
- 鶴岡伸寿（1970年 - ）
- 武村勇治（1970年 - ）
- 草場道輝（1971年 - ）
- 大谷じろう（1971年 - ）
- 弐瓶勉（1971年 - ）
- 渡辺航（1971年 - ）
- 藤崎竜（1971年 - ）
- 瀬口たかひろ（1971年 - ）
- 安野モヨコ（1971年 - ）
- 岩田やすてる（1971年 - ）
- 南勝久（1971年 - ）
- 藤栄道彦（1971年 - ）
- 河下水希（1971年 - ）
- 境宗久（1971年 - ）
- 大橋ツヨシ（1971年 - ）
- 森山大輔（1971年 - ）
- かずはじめ（1971年 - ）
- 長月みそか（1971年 - ）
- 今石洋之（1971年 - ）
- とよ田みのる（1971年 - ）
- 紅林直（1971年 - ）
- 吉崎観音（1971年 - ）
- よしながふみ（1971年 - ）
- 真鍋昌平（1971年 - ）
- 石塚真一（1971年 - ）
- 山野車輪（1971年 - ）
- 大暮維人（1972年 - ）
- 古谷実（1972年 - ）
- 井上和郎（1972年 - ）
- 若木民喜（1972年 - ）
- 武井宏之（1972年 - ）
- 雁須磨子（1972年 - ）
- 東風孝広（1972年 - ）
- 柴田ヨクサル（1972年 - ）
- やぎさわ景一（1972年 - ）
- たくま朋正（1972年 - ）
- 坂本眞一（1972年 - ）
- 安西信行（1972年 - ）
- 山田南平（1972年 - ）
- 桜瀬琥姫（1972年 - ）
- 広江礼威（1972年 - ）
- 虚淵玄（1972年 - ）
- 田中モトユキ（1972年 - ）
- 長尾謙一郎（1972年 - ）
- 日向武史（1972年 - ）
- 北原雅紀（1972年 - ）
- Boichi（1973年 - ）
- 新海誠（1973年 - ）
- おおせよしお（1973年 - ）
- 松本しげのぶ（1973年 - ）
- 上山徹郎（1973年 - ）
- 岸虎次郎（1973年 - ）
- 荒川弘（1973年 - ）
- 松下容子（1973年 - ）
- 別天荒人（1973年 - ）
- 高屋奈月（1973年 - ）
- みずしな孝之（1973年 - ）
- 平野耕太（1973年 - ）
- 川村美香（1973年 - ）
- 中条比紗也（1973年 - 2023年）
- 綱本将也（1973年 - ）
- 山田恵庸（1973年 - ）
- 志村貴子（1973年 - ）
- ふなつ一輝（1973年 - ）
- 迫稔雄（1973年 - ）
- 佐藤秀峰（1973年 - ）
- 天野明（1973年 - ）
- 吉本浩二（1973年 - ）
- 花沢健吾（1974年 - ）
- 篠原健太（1974年 - ）
- 松本ぷりっつ（1974年 - ）
- 芦原妃名子（1974年 - 2024年）
- 綾峰欄人（1974年 - ）
- K-SuKe（1974年 - ）
- 小坂俊史（1974年 - ）
- 寺嶋裕二（1974年 - ）
- ジョージ朝倉（1974年 - ）
- うすた京介（1974年 - ）
- 天野こずえ（1974年 - ）
- 松本光司（1974年 - ）
- 瀬尾公治（1974年 - ）
- 石川雅之（1974年 - ）
- 山崎さやか（1974年 - ）
- 雷句誠（1974年 - ）
- 日本橋ヨヲコ（1974年 - ）
- 岸本斉史（1974年 - ）
- 岸本聖史（1974年 - ）
- 藤井みほな（1974年 - ）
- 筒井哲也（1974年 - ）
- 小栗かずまた（1974年 - ）
- 森尾正博（1974年 - ）
- 竹下けんじろう（1974年 - ）
- コウノコウジ（1974年 - ）
- 尾田栄一郎（1975年 - ）
- 髙橋渉（1975年 - ）
- 高尾滋（1975年 - ）
- 大井昌和（1975年 - ）
- 峰倉かずや（1975年 - ）
- 佐野妙（1975年 - ）
- 宗我部としのり（1975年 - ）
- 島袋光年（1975年 - ）
- 原泰久（1975年 - ）
- 鈴木信也（1975年 - ）
- 江尻立真（1975年 - ）
- 藤枝雅（1975年 - ）
- 夏目義徳（1975年 - ）
- 葉鳥ビスコ（1975年 - ）
- 末次由紀（1975年 - ）
- 上条明峰（1975年 - ）
- 久保ミツロウ（1975年 - ）
- CHOCO（1975年 - ）
- 東村アキコ（1975年 - ）
- 畑健二郎（1975年 - ）
- 椎名軽穂（1975年 - ）
- 長田悠幸（1975年 - ）
- 糸杉柾宏（1975年 - ）
- 若杉公徳（1975年 - ）
- 柳内大樹（1975年 - ）
- 田邊剛（1975年 - ）
- 村瀬範行（1976年 - ）
- 田中将賀（1976年 - ）
- 山本隆一郎（1976年 - ）
- モリタイシ（1976年 - ）
- 佐藤まさき（1976年 - ）
- 幸村誠（1976年 - ）
- 福満しげゆき（1976年 - ）
- 緑川ゆき（1976年 - ）
- 日高万里（1976年 - ）
- 増田こうすけ（1976年 - ）
- 稲垣理一郎（1976年 - ）
- 岩岡ヒサエ（1976年 - ）
- 佐藤タカヒロ（1976年 - 2018年）
- 尹仁完（1976年 - ）
- 藤崎聖人（1976年 - ）
- 池田晃久（1976年 - ）
- 荒木哲郎（1976年 - ）
- 谷古宇剛（1976年 - ）
- 大須賀めぐみ（1976年 - ）
- 久正人（1976年 - ）
- 西義之（1976年 - ）
- 重野なおき（1976年 - ）
- 平本アキラ（1976年 - ）
- 宮下英樹（1976年 - ）
- イシデ電（1976年 - ）
- 鈴木央（1977年 - ）
- 澤井啓夫（1977年 - ）
- 藤島じゅん（1977年 - ）
- 山本沙代（1977年 - ）
- 真島ヒロ（1977年 - ）
- 小林尽（1977年 - ）
- 大亜門（1977年 - ）
- 久保帯人（1977年 - ）
- ツジトモ（1977年 - ）
- 暁月あきら（1977年 - ）
- 石黒正数（1977年 - ）
- 花森ぴんく（1977年 - ）
- 施川ユウキ（1977年 - ）
- 久世番子（1977年 - ）
- 岩代俊明（1977年 - ）
- 塩谷直義（1977年 - ）
- 橘賢一（1977年 - ）
- 林田球（1977年 - ）
- 伊藤悠（1977年 - ）
- 渡辺ペコ（1977年 - ）
- 松井勝法（1978年 - ）
- 藤田陽一（1978年 - ）
- 種村有菜（1978年 - ）
- 東直輝（1978年 - ）
- 鈴見敦（1978年 - ）
- 村田雄介（1978年 - ）
- 氷堂涼二（1978年 - ）
- 森薫（1978年 - ）
- 曽山一寿（1978年 - ）
- 小山宙哉（1978年 - ）
- 三輪士郎（1978年 - ）
- 森繁拓真（1978年 - ）
- 烏丸匡（1978年 - ）
- 中村明日美子（1979年 - ）
- 松井優征（1979年 - ）
- 草凪みずほ（1979年 - ）
- すえのぶけいこ（1979年 - ）
- 篠塚ひろむ（1979年 - ）
- 福島鉄平（1979年 - ）
- 空知英秋（1979年 - ）
- 長野拓造（1979年 - ）
- 小林銅蟲（1979年 - ）
- 押切蓮介（1979年 - ）
- 大久保篤（1979年 - ）
- 金田一蓮十郎（1979年 - ）
- 青山景（1979年 - 2011年）
- のりつけ雅春（1979年 - ）
- 藤堂裕（1979年 - ）
- かずといずみ（1979年 - ）
- 土塚理弘（1979年 - ）
- 佐渡川準（1979年頃 - 2013年）
- 麻生羽呂（1980年 - ）
- 青木琴美（1980年 - ）
- ばらスィー（1980年 - ）
- 矢吹健太朗（1980年 - ）
- 福地翼（1980年 - ）
- 今井神（1980年 - ）
- 水上悟志（1980年 - ）
- 瀧波ユカリ（1980年 - ）
- 久保保久（1980年 - ）
- 田村隆平（1980年 - ）
- 星野桂（1980年 - ）
- 椎橋寛（1980年 - ）
- 吉沢緑時（1980年 - ）
- 安田剛士（1980年 - ）
- 柏原麻実（1980年 - ）
- 黒丸（1980年 - ）
- 今日マチ子（1980年 - ）
- 浅野いにお（1980年 - ）
- 永井ゆうじ（1980年 - ）
- 中村春菊（1980年 - ）
- 西田達三（1980年 - ）
- 恵広史（1981年 - ）
- 押見修造（1981年 - ）
- 宮崎摩耶（1981年 - ）
- 槙ようこ（1981年 - ）
- 助野嘉昭（1981年 - ）
- 酒井まゆ（1982年 - ）
- ヒロユキ（1982年 - ）
- 藤巻忠俊（1982年 - ）
- 新井隆広（1982年 - ）
- たなかのか（1982年 - ）
- 中山敦支（1982年 - ）
- 大石浩二（1982年 - ）
- 服部昇大（1982年 - ）
- ふみふみこ（1982年 - ）
- 吉河美希（1982年 - ）
- オジロマコト（1982年 - ）
- 大塚志郎（1982年 - ）
- 山本ヤマト（1983年 - ）
- 藤原ここあ（1983年 - 2015年）
- 安部真弘（1983年 - ）
- 大高忍（1983年 - ）
- 高尾じんぐ（1983年 - ）
- 枢やな（1984年 - ）
- 中村光（1984年 - ）
- 持田あき（1984年 - ）
- 藤原ゆか（1985年 - ）
- ヨシノサツキ（1985年 - ）
- 春田なな（1985年 - ）
- 桜井のりお（1985年 - ）
- 中村珍（1985年 - ）
- 麻生周一（1985年 - ）
- 高野苺（1986年 - ）

### 音楽
- ジャニー喜多川（1931年 - 2019年）
- 久石譲（1950年 - ）
- 中島みゆき（1952年 - ）
- 藤岡孝章（1952年 - ）
- 藤巻直哉（1952年 - ）
- 西村朗（1953年 - 2023年）
- 田中公平（1954年 - ）
- 桑田佳祐（1956年 - ）
- 武部聡志（1957年 - ）
- 鷺巣詩郎（1957年 - ）
- 秋元康（1958年 - ）
- 小林武史（1959年 - ）
- 千住明（1960年 - ）
- 松本孝弘（1961年 - ）
- 菅野よう子（1963年 - ）
- 高梨康治（1963年 - ）
- 菊地成孔（1963年 - ）
- 稲葉浩志（1964年 - ）
- 梶浦由記（1965年 - ）
- 服部隆之（1965年 - ）
- 宮本浩次（1966年 - ）
- 斉藤和義（1966年 - ）
- スガシカオ（1966年 - ）
- 吉井和哉（1966年 - ）
- トータス松本（1966年 - ）
- 秋川雅史（1967年 - ）
- 草野マサムネ（1967年 - ）
- 葉加瀬太郎（1968年 - ）
- t-kimura（1968年 - ）
- Kダブシャイン（1968年 - ）
- チバユウスケ（1968年 - 2023年）
- つんく♂（1968年 - ）
- 福山雅治（1969年 - ）
- 浜口史郎（1969年 - ）
- 桜井和寿（1970年 - ）
- 佐藤直紀（1970年 - ）
- Zeebra（1971年 - ）
- 山崎まさよし（1971年 - ）
- 平井堅（1972年 - ）
- Ryo（1972年 - ）
- 夏川りみ（1973年 - ）
- 椎名豪（1974年 - ）
- 新藤晴一（1974年 - ）
- 岡野昭仁（1974年 - ）
- Ryoji（1974年 - ）
- aiko（1975年 - ）
- RED RICE（1976年 - ）
- JUJU（1976年 - ）
- 若旦那（1976年 - ）
- 森山直太朗（1976年 - ）
- 綾小路翔（1976年 - ）
- ポチョムキン（1976年 - ）
- 一青窈（1976年 - ）
- 岩沢厚治（1976年 - ）
- 後藤正文（1976年 - ）
- SHOCK EYE（1976年 - ）
- 北川悠仁（1977年 - ）
- yuri（1977年 - ）
- 小渕健太郎（1977年 - ）
- 黒田俊介（1977年 - ）
- 菅野祐悟（1977年 - ）
- DJ KOHNO（1977年 - ）
- 安室奈美恵（1977年 - ）
- 氷川きよし（1977年 - ）
- 奥山裕次（1978年 - ）
- 常田真太郎（1978年 - ）
- 北清水雄太（1978年 - ）
- 大橋卓弥（1978年 - ）
- MISIA（1978年 - ）
- 浜崎あゆみ（1978年 - ）
- 椎名林檎（1978年 - ）
- HAN-KUN（1979年 - ）
- 藤原基央（1979年 - ）
- 藤巻亮太（1980年 - ）
- 中田ヤスタカ（1980年 - ）
- 志村正彦（1980年 - 2009年）
- 北川賢一（1980年 - ）
- 澤野弘之（1980年 - ）
- miyake（1980年 - ）
- AI（1981年 - ）
- 鈴木亜美（1982年 - ）
- 大塚愛（1982年 - ）
- 倉木麻衣（1982年 - ）
- 水野良樹（1982年 - ）
- 宇多田ヒカル（1983年 -  ）
- 中島美嘉（1983年 - ）
- 吉岡聖恵（1984年 - ）
- 平原綾香（1984年 - ）
- hiroko（1984年 - ）
- 木村カエラ（1984年 - ）
- RYO（1985年 - ）
- 松浦亜弥（1986年 - ）
- YUI（1987年 - ）
- 絢香（1987年 - ）

### 映画・演劇・舞踏

#### 映画監督・脚本家
- 石井隆（1946年 - 2022年）
- 北野武（1947年 - ）
- 井筒和幸（1952年 - ）
- 堤幸彦（1955年 - ）
- 滝田洋二郎（1955年 - ）
- 阪本順治（1958年 - ）
- 雨宮慶太（1959年 - ）
- 塚本晋也（1960年 - ）
- 三池崇史（1960年 - ）
- 三谷幸喜（1961年 - ）
- 園子温（1961年 - ）
- 曽利文彦（1964年 - ）
- 山崎貴（1964年 - ）
- 青山真治（1964年 - 2022年）
- 佐藤嗣麻子（1964年 - ）
- 本広克行（1965年 - ）
- 樋口真嗣（1965年 - ）
- 矢口史靖（1967年 - ）
- 行定勲（1968年 - ）
- 河瀬直美（1969年 - ）
- 宮藤官九郎（1970年 - ）
- 小林聖太郎（1971年 - ）
- 清水崇（1972年 - ）
- 白石晃士（1973年 - ）
- 熊切和嘉（1974年 - ）
- 沖田修一（1977年 - ）

#### 俳優
- 児玉清（1933年 - 2011年）
- 寺尾聰（1947年 - ）
- 笹野高史（1948年 - ）
- 角野卓造（1948年 - ）
- 市村正親（1949年 - ）
- 大杉漣（1951年 - 2018年）
- 水谷豊（1952年 - ）
- 小日向文世（1954年 - ）
- 内藤剛志（1955年 - ）
- 余貴美子（1956年 - ）
- 田口トモロヲ（1957年 - ）
- 渡辺謙（1959年 - ）
- 船越英一郎（1960年 - ）
- 黒木瞳（1960年 - ）
- 生瀬勝久（1960年 - ）
- 柳葉敏郎（1961年 - ）
- 高橋克実（1961年 - ）
- 中井貴一（1961年 - ）
- 光石研（1961年 - ）
- 寺脇康文（1962年 - ）
- 松重豊（1963年 - ）
- 勝村政信（1963年 - ）
- 寺島進（1963年 - ）
- 阿部寛（1964年 - ）
- 堤真一（1964年 - ）
- 椎名桔平（1964年 - ）
- 高橋克典（1964年 - ）
- 上川隆也（1965年 - ）
- 杉本哲太（1965年 - ）
- 髙嶋政宏（1965年 - ）
- 香川照之（1965年 - ）
- 古田新太（1965年 - ）
- 石黒賢（1966年 - ）
- 髙嶋政伸（1966年 - ）
- 天海祐希（1967年 - ）
- 沢村一樹（1967年 - ）
- 内野聖陽（1968年 - ）
- 佐々木蔵之介（1968年 - ）
- 北村一輝（1969年 - ）
- 及川光博（1969年 - ）
- 吉岡秀隆（1970年 - ）
- 八嶋智人（1970年 - ）
- 阿部サダヲ（1970年 - ）
- ユースケ・サンタマリア（1971年 - ）
- 西島秀俊（1971年 - ）
- 竹野内豊（1971年 - ）
- 大森南朋（1972年 - ）
- 松雪泰子（1972年 - ）
- 寺島しのぶ（1972年 - ）
- 村上淳（1973年 - ）
- 篠原涼子（1973年 - ）
- 浅野忠信（1973年 - ）
- 小澤征悦（1974年 - ）
- 鈴木浩介（1974年 - ）
- 米倉涼子（1975年 - ）
- 伊藤英明（1975年 - ）
- 内田有紀（1975年 - ）
- 中谷美紀（1976年 - ）
- オダギリジョー（1976年 - ）
- 木村佳乃（1976年 - ）
- 井川遥（1976年 - ）
- 山本耕史（1976年 - ）
- 松たか子（1977年 - ）
- 菅野美穂（1977年 - ）
- 小泉孝太郎（1978年 - ）
- 仲間由紀恵（1979年 - ）
- 窪塚洋介（1979年 - ）
- 玉木宏（1980年 - ）
- 佐藤隆太（1980年 - ）
- 妻夫木聡（1980年 - ）
- 柴咲コウ（1981年 - ）
- 菊地凛子（1981年 - ）
- 藤原竜也（1982年 - ）
- 深田恭子（1982年 - ）
- 小栗旬（1982年 - ）
- 松田龍平（1983年 - ）
- 水川あさみ（1983年 - ）
- 山田孝之（1983年 - ）
- 栗山千明（1984年 - ）
- 松下奈緒（1985年 - ）
- 松山ケンイチ（1985年 - ）
- 綾瀬はるか（1985年 - ）
- 相武紗季（1985年 - ）
- 蒼井優（1985年 - ）
- 上戸彩（1985年 - ）
- 宮崎あおい（1985年 - ）
- 城田優（1985年 - ）
- 小池徹平（1986年 - ）
- 沢尻エリカ（1986年 - ）
- 上野樹里（1986年 - ）
- 北川景子（1986年 - ）
- 石原さとみ（1986年 - ）
- 井上真央（1987年 - ）
- 長澤まさみ（1987年 - ）
- 浅利陽介（1987年 - ）
- 新垣結衣（1988年 - ）
- 堀北真希（1988年 - ）

### 芸能
- 桂歌丸（1936年 - 2018年）
- 林家木久扇（1937年 - ）
- 柳家小三治（1939年 - 2021年）
- 十二代目 市川團十郎（1946年 - 2013年）
- 十八代目 中村勘三郎（1955年 - 2012年）
- 柳家喬太郎（1963年 - ）
- 片岡孝太郎（1968年 - ）

#### お笑い
- タモリ（1945年 - ）
- ビートたけし（1947年 - ）
- 高田純次（1947年 - ）
- 大竹まこと（1949年 - ）
- 志村けん（1950年 - 2020年）
- 綾小路きみまろ（1950年 - ）
- 三宅裕司（1951年 - ）
- 笑福亭鶴瓶（1951年 - ）
- 関根勤（1953年 - ）
- 所ジョージ（1955年 - ）
- 上沼恵美子（1955年 - ）
- 明石家さんま（1955年 - ）
- ラサール石井（1955年 - ）
- 小堺一機（1956年 - ）
- 渡辺正行（1956年 - ）
- 島田紳助（1956年 - ）
- 笑福亭笑瓶（1956年 - 2023年）
- ガダルカナル・タカ（1956年 - ）
- つまみ枝豆（1958年 - ）
- 久本雅美（1958年 - ）
- ダンカン（1959年 - ）
- 井手らっきょ（1959年 - ）
- 清水ミチコ（1960年 - ）
- 上島竜兵（1961年 - 2022年）
- 石橋貴明（1961年 - ）
- 石塚英彦（1962年 - ）
- 木梨憲武（1962年 - ）
- 水道橋博士（1962年 - ）
- 寺門ジモン（1962年 - ）
- 木村祐一（1963年 - ）
- 肥後克広（1963年 - ）
- 松尾伴内（1963年 - ）
- 浜田雅功（1963年 - ）
- ラッシャー板前（1963年 - ）
- ほんこん（1963年 - ）
- 板尾創路（1963年 - ）
- 松本人志（1963年 - ）
- 出川哲朗（1964年 - ）
- 内村光良（1964年 - ）
- イジリー岡田（1964年 - ）
- 恵俊彰（1964年 - ）
- 田中裕二（1965年 - ）
- 南原清隆（1965年 - ）
- 勝俣州和（1965年 - ）
- 太田光（1965年 - ）
- 江頭2:50（1965年 - ）
- ノッチ（1965年 - ）
- レッド吉田（1965年 - ）
- 神奈月（1965年 - ）
- 今田耕司（1966年 - ）
- ゴルゴ松本（1967年 - ）
- 三又又三（1967年 - ）
- 三村マサカズ（1967年 - ）
- 玉袋筋太郎（1967年 - ）
- 中山秀征（1967年 - ）
- 東野幸治（1967年 - ）
- 松村邦洋（1967年 - ）
- 伊集院光（1967年 - ）
- 安田和博（1967年 - ）
- 大竹一樹（1967年 - ）
- 蛍原徹（1968年 - ）
- 山崎邦正（1968年 - ）
- 名倉潤（1968年 - ）
- 岡田圭右（1968年 - ）
- 飯尾和樹（1968年 - ）
- 山口智充（1969年 - ）
- 加藤浩次（1969年 - ）
- 堀内健（1969年 - ）
- 東貴博（1969年 - ）
- 山崎まさや（1970年 - ）
- ウド鈴木（1970年 - ）
- 増田英彦（1970年 - ）
- 原田泰造（1970年 - ）
- 天野ひろゆき（1970年 - ）
- 宮迫博之（1970年 - ）
- 上田晋也（1970年 - ）
- 岡村隆史（1970年 - ）
- パトリック・ハーラン（1970年 - ）
- 中川剛（1970年 - ）
- 藤本敏史（1970年 - ）
- 有田哲平（1971年 - ）
- 原西孝幸（1971年 - ）
- カンニング竹山（1971年 - ）
- ヒデ（1971年 - ）
- 田中直樹（1971年 - ）
- 木本武宏（1971年 - ）
- 前田健（1971年 - 2016年）
- 遠藤章造（1971年 - ）
- 小木博明（1971年 - ）
- 矢作兼（1971年 - ）
- 矢部浩之（1971年 - ）
- 塚地武雅（1971年 - ）
- 田村亮（1972年 - ）
- 木下隆行（1972年 - ）
- 中川礼二（1972年 - ）
- 濱口優（1972年 - ）
- 有野晋哉（1972年 - ）
- 藤井隆（1972年 - ）
- 品川祐（1972年 - ）
- 日村勇紀（1972年 - ）
- ゴリ（1972年 - ）
- ワッキー（1972年 - ）
- 児嶋一哉（1972年 - ）
- 土田晃之（1972年 - ）
- 宮川大輔（1972年 - ）
- 渡部建（1972年 - ）
- 井戸田潤（1972年 - ）
- 川田広樹（1973年 - ）
- 小林賢太郎（1973年 - ）
- 設楽統（1973年 - ）
- たむらけんじ（1973年 - ）
- 吉田敬（1973年 - ）
- 小杉竜一（1973年 - ）
- 小籔千豊（1973年 - ）
- 小沢一敬（1973年 - ）
- 片桐仁（1973年 - ）
- 田村淳（1973年 - ）
- 陣内智則（1974年 - ）
- 千原ジュニア（1974年 - ）
- 団長安田（1974年 - ）
- 有吉弘行（1974年 - ）
- 後藤輝基（1974年 - ）
- ふかわりょう（1974年 - ）
- ビビる大木（1974年 - ）
- やついいちろう（1974年 - ）
- ハチミツ二郎（1974年 - ）
- 大村朋宏（1975年 - ）
- 河本準一（1975年 - ）
- 徳井義実（1975年 - ）
- 柴田英嗣（1975年 - ）
- 福田充徳（1975年 - ）
- 今立進（1975年 - ）
- 原口あきまさ（1975年 - ）
- 鈴木拓（1975年 - ）
- HG（1975年 - ）
- 岩尾望（1975年 - ）
- 藤田憲右（1975年 - ）
- 庄司智春（1976年 - ）
- 山崎弘也（1976年 - ）
- 井上聡（1976年 - ）
- タカ（1976年 - ）
- トシ（1976年 - ）
- クロちゃん（1976年 - ）
- 松田大輔（1977年 - ）
- HIRO（1977年 - ）
- 堤下敦（1977年 - ）
- 板倉俊之（1978年 - ）
- 秋山竜次（1978年 - ）
- 山本博（1978年 - ）
- 馬場裕之（1979年 - ）
- 田村裕（1979年 - ）
- 西野亮廣（1980年 - ）
- 梶原雄太（1980年 - ）
- 小島よしお（1980年 - ）
- 中田敦彦（1982年 - ）
- 藤森慎吾（1983年 - ）

#### 司会
- 古舘伊知郎（1954年 - ）

### スポーツ
- 武豊（1969年 - ）
- 高橋尚子（1972年 - ）
- イチロー（1973年 - ）
- 室伏広治（1974年 - ）
- 松井秀喜（1974年 - ）
- 谷亮子（1975年 - ）
- 野村忠宏（1975年 - ）
- 中田英寿（1977年 - ）
- 井上康生（1978年 - ）
- 朝青龍明徳（1980年 - ）
- 田臥勇太（1980年 - ）
- 荒川静香（1981年 - ）
- 北島康介（1982年 - ）
- 亀田興毅（1986年 - ）

#### 野球
- 仰木彬（1935年 - 2005年）
- 野村克也（1935年 - 2020年）
- 長嶋茂雄（1936年 - 2025年）
- 森祇晶（1937年 - ）
- 王貞治（1940年 - ）
- 高田繁（1945年 - ）
- 山本浩二（1946年 - ）
- 星野仙一（1947年 - 2018年）
- 若松勉（1947年 - ）
- 大矢明彦（1947年 - ）
- 堀内恒夫（1948年 - ）
- 山田久志（1948年 - ）
- 伊原春樹（1949年 - ）
- 中村勝広（1949年 - 2015年）
- 東尾修（1950年 - ）
- 大島康徳（1950年 - 2021年）
- 山本功児（1951年 - 2016年）
- 山下大輔（1952年 - ）
- 梨田昌孝（1953年 - ）
- 落合博満（1953年 - ）
- 田尾安志（1954年 - ）
- 岡田彰布（1957年 - ）
- 原辰徳（1958年 - ）
- 大石大二郎（1958年 - ）
- 牛島和彦（1961年 - ）
- 伊東勤（1962年 - ）
- 工藤公康（1963年 - ）
- 吉井理人（1965年 - ）
- 渡辺久信（1965年 - ）
- 古田敦也（1965年 - ）
- 山本昌（1965年 - ）
- 小宮山悟（1965年 - ）
- 野村謙二郎（1966年 - ）
- 初芝清（1967年 - ）
- 清原和博（1967年 - ）
- 佐々岡真司（1967年 - ）
- 田中幸雄（1967年 - ）
- 佐々木主浩（1968年 - ）
- 桑田真澄（1968年 - ）
- 金本知憲（1968年 - ）
- 下柳剛（1968年 - ）
- 奈良原浩（1968年 - ）
- 長谷川滋利（1968年 - ）
- 野茂英雄（1968年 - ）
- 山﨑武司（1968年 - ）
- 高津臣吾（1968年 - ）
- 矢野輝弘（1968年 - ）
- 緒方孝市（1968年 - ）
- 水口栄二（1969年 - ）
- 中嶋聡（1969年 - ）
- 関川浩一（1969年 - ）
- 堀幸一（1969年 - ）
- 伊良部秀輝（1969年 - 2011年）
- 諸積兼司（1969年 - ）
- 片岡篤史（1969年 - ）
- 桧山進次郎（1969年 - ）
- 田口壮（1969年 - ）
- 落合英二（1969年 - ）
- 若田部健一（1969年 - ）
- 芝草宇宙（1969年 - ）
- 立浪和義（1969年 - ）
- 大道典嘉（1969年 - ）
- 鈴木健（1970年 - ）
- 斎藤隆（1970年 - ）
- 江藤智（1970年 - ）
- 佐伯貴弘（1970年 - ）
- 垣内哲也（1970年 - ）
- 酒井忠晴（1970年 - ）
- 石井琢朗（1970年 - ）
- 前田幸長（1970年 - ）
- 宮本慎也（1970年 - ）
- 谷繁元信（1970年 - ）
- 真中満（1971年 - ）
- 豊田清（1971年 - ）
- 前田智徳（1971年 - ）
- 鳥越裕介（1971年 - ）
- 種田仁（1971年 - ）
- 井上一樹（1971年 - ）
- 仁志敏久（1971年 - ）
- 小久保裕紀（1971年 - ）
- 浅井樹（1971年 - ）
- 大塚晶文（1972年 - ）
- 新庄剛志（1972年 - ）
- 鈴木尚典（1972年 - ）
- 木村拓也（1972年 - 2010年）
- 川村丈夫（1972年 - ）
- 北川博敏（1972年 - ）
- 和田一浩（1972年 - ）
- 稲葉篤紀（1972年 - ）
- 西口文也（1972年 - ）
- 藤田宗一（1972年 - ）
- 村松有人（1972年 - ）
- 谷佳知（1973年 - ）
- 岡本克道（1973年 - ）
- 薮田安彦（1973年 - ）
- 小坂誠（1973年 - ）
- 中村紀洋（1973年 - ）
- 石井一久（1973年 - ）
- イチロー（1973年 - ）
- 清水隆行（1973年 - ）
- 小笠原道大（1973年 - ）
- 黒木知宏（1973年 - ）
- 三浦大輔（1973年 - ）
- 松中信彦（1973年 - ）
- 坪井智哉（1974年 - ）
- 野口茂樹（1974年 - ）
- 柴原洋（1974年 - ）
- 磯部公一（1974年 - ）
- 小林雅英（1974年 - ）
- 松井秀喜（1974年 - ）
- 大友進（1974年 - ）
- 今岡誠（1974年 - ）
- アレックス・ラミレス（1974年 - ）
- 岩瀬仁紀（1974年 - ）
- 井口資仁（1974年 - ）
- 黒田博樹（1975年 - ）
- 高橋尚成（1975年 - ）
- 上原浩治（1975年 - ）
- 高橋由伸（1975年 - ）
- 小野晋吾（1975年 - ）
- 平井正史（1975年 - ）
- 井端弘和（1975年 - ）
- マック鈴木（1975年 - ）
- 川上憲伸（1975年 - ）
- 松井稼頭央（1975年 - ）
- 金子誠（1975年 - ）
- 清水直行（1975年 - ）
- 福浦和也（1975年 - ）
- 福地寿樹（1975年 - ）
- 岡島秀樹（1975年 - ）
- 高須洋介（1976年 - ）
- 大村直之（1976年 - ）
- 大家友和（1976年 - ）
- 赤星憲広（1976年 - ）
- 二岡智宏（1976年 - ）
- 里崎智也（1976年 - ）
- サブロー（1976年 - ）
- 城島健司（1976年 - ）
- 嶋重宣（1976年 - ）
- 藤井彰人（1976年 - ）
- 相川亮二（1976年 - ）
- 金城龍彦（1976年 - ）
- 福盛和男（1976年 - ）
- 渡辺俊介（1976年 - ）
- マイケル中村（1976年 - ）
- 篠原貴行（1976年 - ）
- 大久保勝信（1976年 - ）
- 草野大輔（1976年 - ）
- 福原忍（1976年 - ）
- 新井貴浩（1977年 - ）
- 多村仁志（1977年 - ）
- 福留孝介（1977年 - ）
- 藤井秀悟（1977年 - ）
- 日高剛（1977年 - ）
- 荒木雅博（1977年 - ）
- 石井弘寿（1977年 - ）
- 藤本敦士（1977年 - ）
- 斉藤和巳（1977年 - ）
- 安藤優也（1977年 - ）
- 鈴木尚広（1978年 - ）
- 山井大介（1978年 - ）
- 小林宏之（1978年 - ）
- 濱中治（1978年 - ）
- 武田勝（1978年 - ）
- 石井義人（1978年 - ）
- 後藤光尊（1978年 - ）
- 森野将彦（1978年 - ）
- 高橋信二（1978年 - ）
- G.G.佐藤（1978年 - ）
- 関本賢太郎（1978年 - ）
- 木元邦之（1978年 - ）
- 武田久（1978年 - ）
- 岩村明憲（1979年 - ）
- 阿部慎之助（1979年 - ）
- 廣瀬純（1979年 - ）
- 平野恵一（1979年 - ）
- 五十嵐亮太（1979年 - ）
- 能見篤史（1979年 - ）
- 井川慶（1979年 - ）
- 帆足和幸（1979年 - ）
- 石原慶幸（1979年 - ）
- 細川亨（1980年 - ）
- 石川雅規（1980年 - ）
- 新垣渚（1980年 - ）
- 木佐貫洋（1980年 - ）
- 久保裕也（1980年 - ）
- 藤川球児（1980年 - ）
- 加藤大輔（1980年 - ）
- 久保康友（1980年 - ）
- 東出輝裕（1980年 - ）
- 赤田将吾（1980年 - ）
- 松坂大輔（1980年 - ）
- 小谷野栄一（1980年 - ）
- 梵英心（1980年 - ）
- 渡辺直人（1980年 - ）
- 杉内俊哉（1980年 - ）
- 小野寺力（1980年 - ）
- 永川勝浩（1980年 - ）
- 村田修一（1980年 - ）
- 久保田智之（1981年 - ）
- 森本稀哲（1981年 - ）
- 和田毅（1981年 - ）
- 館山昌平（1981年 - ）
- 鶴岡慎也（1981年 - ）
- 岩隈久志（1981年 - ）
- 田中賢介（1981年 - ）
- 川﨑宗則（1981年 - ）
- 朝倉健太（1981年 - ）
- 鳥谷敬（1981年 - ）
- 糸井嘉男（1981年 - ）
- 小松聖（1981年 - ）
- 脇谷亮太（1981年 - ）
- 馬原孝浩（1981年 - ）
- 青木宣親（1982年 - ）
- 栗原健太（1982年 - ）
- 内海哲也（1982年 - ）
- 中田賢一（1982年 - ）
- 田中浩康（1982年 - ）
- 攝津正（1982年 - ）
- 大松尚逸（1982年 - ）
- 中島裕之（1982年 - ）
- 内川聖一（1982年 - ）
- 鉄平（1982年 - ）
- 片岡易之（1983年 - ）
- 飯原誉士（1983年 - ）
- 松田宣浩（1983年 - ）
- 大竹寛（1983年 - ）
- 近藤一樹（1983年 - ）
- 中村剛也（1983年 - ）
- 今江敏晃（1983年 - ）
- 栗山巧（1983年 - ）
- 寺原隼人（1983年 - ）
- 岩田稔（1983年 - ）
- 金子千尋（1983年 - ）
- 吉村裕基（1984年 - ）
- 西岡剛（1984年 - ）
- 永井怜（1984年 - ）
- 本多雄一（1984年 - ）
- 大隣憲司（1984年 - ）
- 岸孝之（1984年 - ）
- 成瀬善久（1985年 - ）
- 涌井秀章（1986年 - ）
- ダルビッシュ有（1986年 - ）
- 田中将大（1988年 - ）
- 坂本勇人（1988年 - ）

#### サッカー
- イビチャ・オシム（1941年 - 2022年）
- ジーコ（1953年 - ）
- フィリップ・トルシエ（1955年 - ）
- 岡田武史（1956年 - ）
- 川口能活（1975年 - ）
- 楢崎正剛（1976年 - ）
- 鈴木隆行（1976年 - ）
- 中田英寿（1977年 - ）
- 宮本恒靖（1977年 - ）
- 三都主アレサンドロ（1977年 - ）
- 中澤佑二（1978年 - ）
- 中村俊輔（1978年 - ）
- 高原直泰（1979年 - ）
- 坪井慶介（1979年 - ）
- 稲本潤一（1979年 - ）
- 小野伸二（1979年 - ）
- 遠藤保仁（1980年 - ）
- 巻誠一郎（1980年 - ）
- 中村憲剛（1980年 - ）
- 田中マルクス闘莉王（1981年 - ）
- 松井大輔（1981年 - ）
- 阿部勇樹（1981年 - ）
- 大久保嘉人（1982年 - ）

### ゲーム関係
- 石原恒和（1957年 - ）
- 田尻智（1965年 - ）
- 増田順一（1968年 - ）
- 日野晃博（1968年 - ）
- 桜井政博（1970年 - ）

### 科学と技術
- 南部陽一郎（1921年 - 2015年）
- 小柴昌俊（1926年 - 2020年）
- 下村脩（1928年 - 2018年）
- 白川英樹（1936年 - ）
- 野依良治（1938年 - ）
- 益川敏英（1940年 - ）
- 小林誠（1944年 - ）
- 中村修二（1954年 - ）
- 田中耕一（1958年 - ）
- 山崎直子（1970年 - ）

### その他
- 細木数子（1938年 - 2021年）
- 佐藤康光（1969年 - ）
- 羽生善治（1970年 - ）
- 森内俊之（1970年 - ）
- 渡辺明（1984年 - ）